# 토요타 하이에이스
토요타 하이에이스(Toyota HiAce)는 일본의 자동차 회사인 토요타가 생산, 판매하고 있는 승합차, 화물 밴이다. 
- 차명인 하이에이스는 “High”와 “Ace”의 합성어이다. 출시 당시부터 2001년까지는 트럭도 있었다.
- 오로지 토요펫트 딜러에서만 판매되고 있으며 넷츠 딜러에서만 판매되는 바리에이션으로 레지어스에이스(RegiusAce)도 있다.
- 일본 내수 시장을 비롯해 동남아시아 여러 국가 및 오세아니아 지역 등지에서 판매되며, 1980년 대한민국에는 정식 수입되지 않으나 일부 단체가 몇 대를 수입하여 운행하고 있다.

## 1세대(H10)

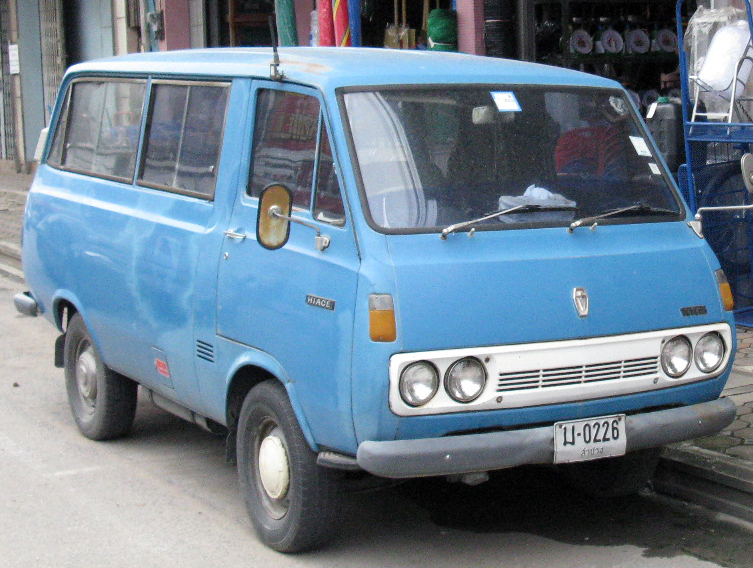
토요타 하이에이스 정측면

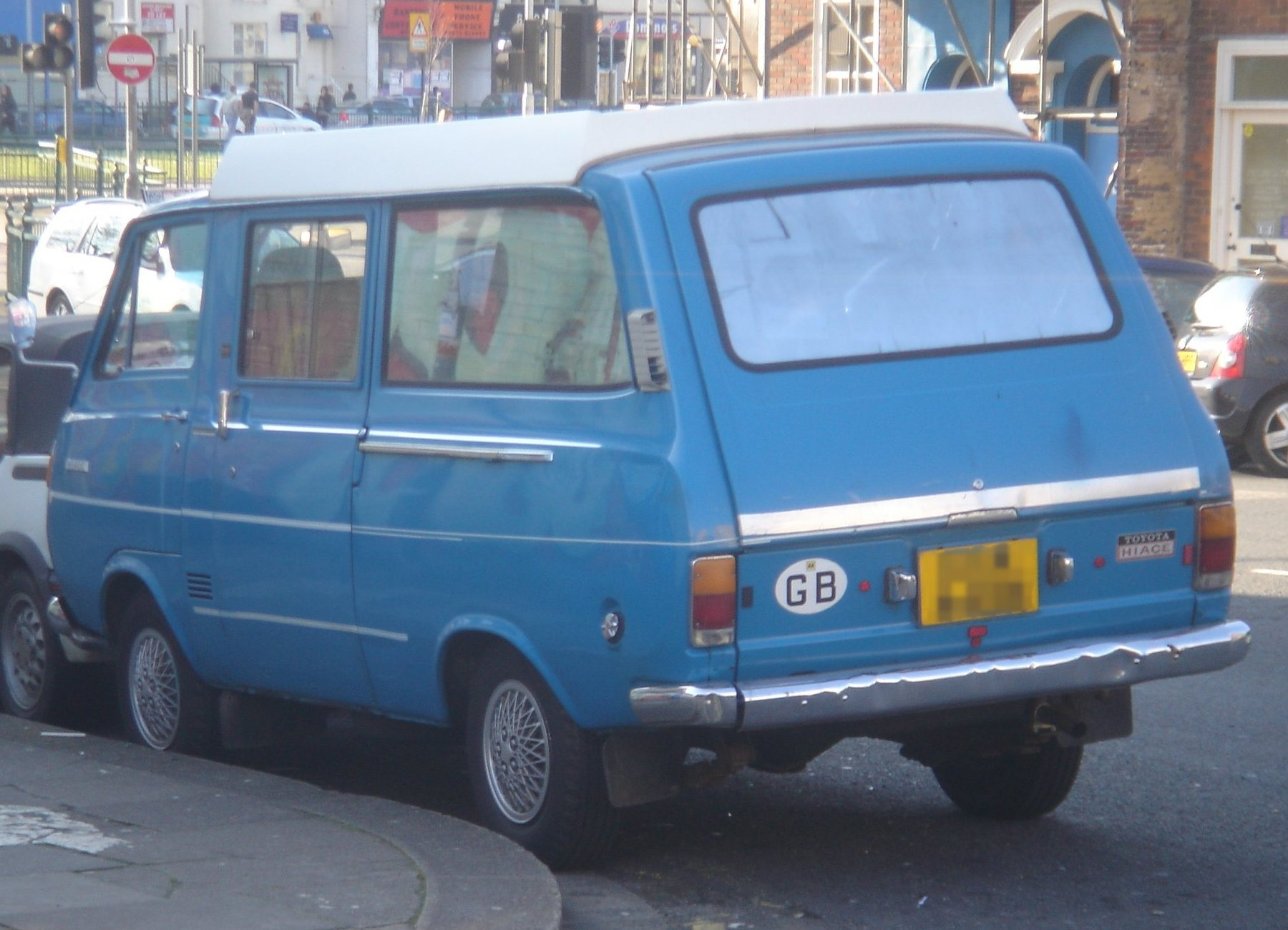
토요타 하이에이스 후측면

- 1967년 2월에 토요에이스의 하급 차종으로 출시되었다.
- FR방식의 캡 오버 레이아웃을 가진 트럭이 먼저 선보였다.
- 후미등은 반사경을 포함한 3색 콤비네이션 타입을 가졌다.
- 엔진은 코로나에 장착된 1.3L의 3P형이지만 코로나가 70마력인 것에 비해 하이에이스는 토크 강화를 이유로 56마력으로 낮췄다.
- 같은 해 10월에는 원박스 타입의 승합차도 출시되었는데, 엔진은 코로나와 같은 1.5L 2R형이 장착되면서 77마력을 가졌다.
- 승합차 모델 출시 초기에는 9인승 왜건만 있었으며, 뒷문은 슬라이드 방식이 아니라 힌지식이었던 것이 특징이다.
- 1968년 4월에는 슬라이드 도어를 가진 6인승 화물밴도 추가되었는데, 트렁크가 2분할식인 것이 특징이다.
- 1969년 2월에는 전장과 축거를 좀 더 많이 늘린 15인승 롱바디 사양과 9인승 왜건을 기반으로 4열 시트만 추가된 12인승 커뮤터도 추가되었다.
- 1970년에는 안전성을 위주로 개량하였고, 4월에는 크라운을 기반으로 한 구급차 사양을 대체하기 위해 롱바디 사양을 기반으로 2.0L 98마력 5R형 엔진이 장착된 구급차가 추가되었다. 11월에는 롱바디 사양도 화물밴이 추가되었다.
- 1971년 2월에는 3분할되었던 그릴이 일체화된 상태로 페이스리프트를 거쳤다. 이때 기존의 1.5L 엔진에서 1.6L 12R형 엔진으로 교체되었고, 승합차 사양에 1.3L 엔진이 추가되었다.
- 1972년 10월에는 그릴 디자인을 다신 한 번 바꿔서 TOYOTA 마크를 오른쪽 전조등 위로 올린 2차 페이스리프트를 감행하였다. 또한 밴 모델에 슬라이드 도어를 양쪽에 장착한 5도어 모델도 추가되었다.
- 1975년 10월에는 9인승 왜건과 1.3L 엔진이 없어지고, 1.8L 95마력짜리 16R 엔진이 추가되었다. 동시에 차량 바퀴가 기존의 13인치에서 14인치로 늘어났다.

유럽에도 수출되었고, 아프리카 등지에 중고로 수출되어 운행하기도 했다.

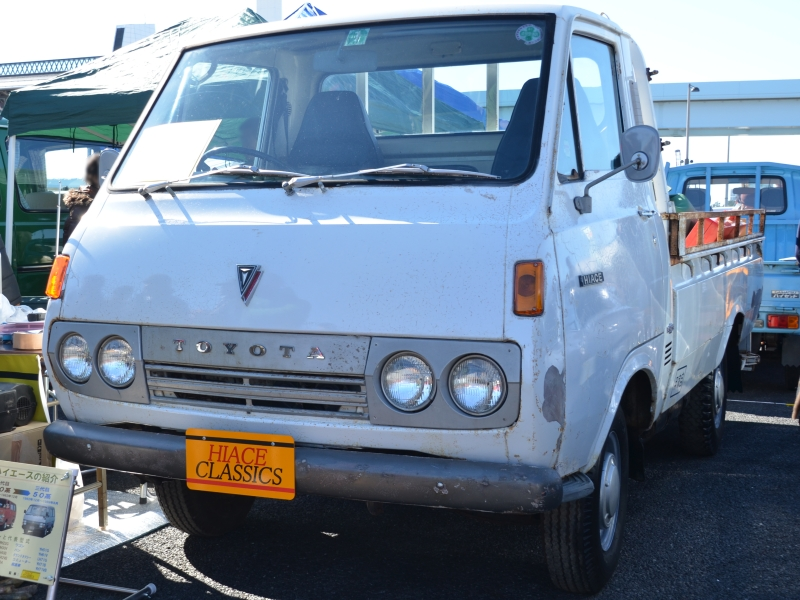
토요타 하이에이스 트럭 정측면

## 2세대(H11, H20, H30, H40)

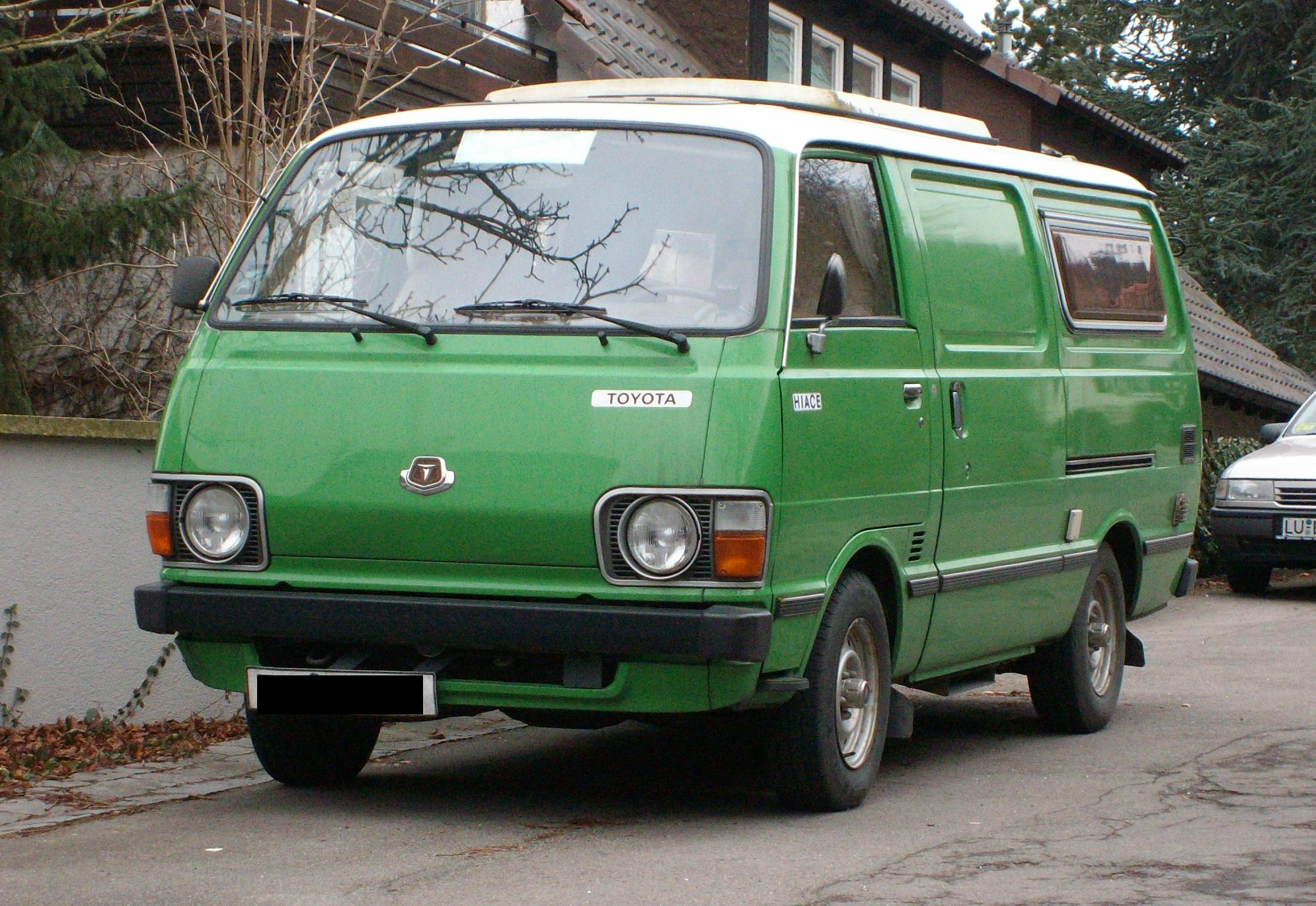
토요타 하이에이스(전기형) 정측면

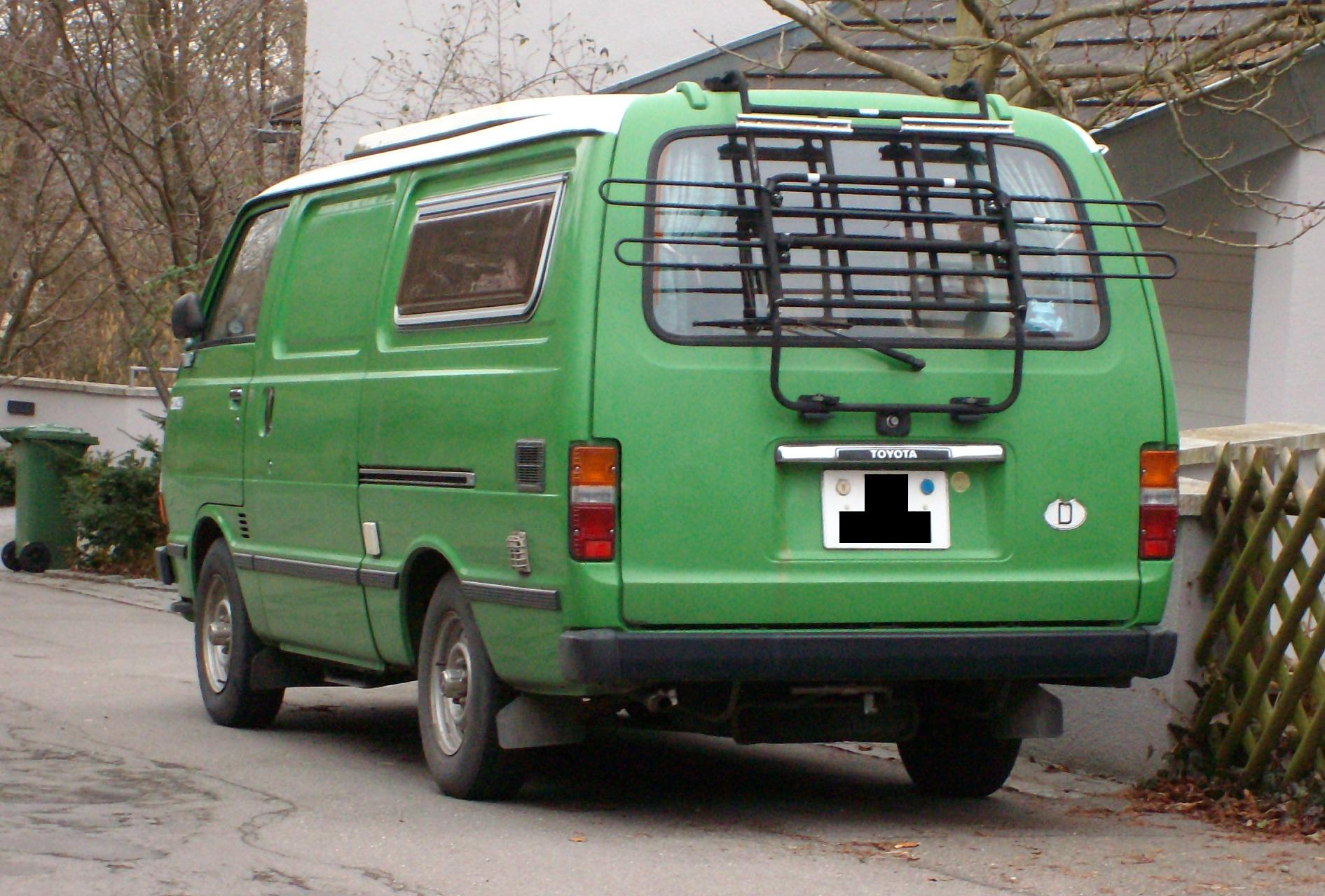
토요타 하이에이스(전기형) 후측면

- 1977년 2월에 출시되었으며, 1세대와 마찬가지로 승합차, 화물밴, 트럭으로 나눴다.
- 전조등이 기존의 원형 4등식에서 같은 모양의 2등식으로 변경되었다. 한동안 사라졌던 9인승 왜건이 부활했고, 10인승, 3종류의 밴, 12인승과 15인승 커뮤터가 제공되었다.
- 또한 구급차 사양도 있었다.
- 조수석에 파워 윈도우가 적용되어 있어 운전석에서도 조작할 수 있지만 이상하게도 운전석의 창문은 수동식이었다.
- 트럭의 화물칸 부분은 1세대의 것을 유용했는데, 화물칸을 늘리고 뒤에 복륜 타이어가 없는 저스트 로우가 추가되었다.

- 1979년 3월에는 9인승 왜건의 엔진을 1,968 cc의 18R-U형에서 1,972 cc의 21R-U형으로 교체되었으며, 그 해 7월에는 오일 쇼크의 영향으로 밴에 2.2L 디젤 엔진을 추가되었다.
- 1980년 1월에는 승합차에 슈퍼 커스텀이 추가되고, 디젤 엔진을 전 차종에서 선택할 수 있게 폭을 넓혔다.
- 또한 미터 패널이 일신됨과 동시에 환기 장치 히터 조작 패널에 투과 조명이 추가되었고, 수동변속기 사양은 오버 드라이브를 갖춘 5단으로 교체되었다.
- 이후 12인승이 없어지고 한국 12인승이 팔리고 있고 15인승 커뮤터만 남았다.
- 1981년 1월에는 앞뒤 범퍼의 크기를 키우고, 승합차 사양의 전조등을 사각형 2등식으로 변경되었다.
- 동시에 슈퍼 커스텀에 전동 선루프를 갖췄고, 밴 사양에 상위 트림인 GL이 추가되었다.
- 트럭을 제외한 전 모델에 옵션에 따라 에어컨이 장착되었고, 승합 모델 중 디젤 엔진 사양은 오버 드라이브를 갖춘 4단 자동변속기가 제공되었다.
- 반면에 휘발유 사양은 4단 수동에서 5단 수동으로 교체되었다.

- 1982년 12월에 승합 및 화물밴은 3세대로 대체됐지만, 트럭은 프론트 그릴만 바뀐채로 1985년 8월까지 계속 생산되었다.

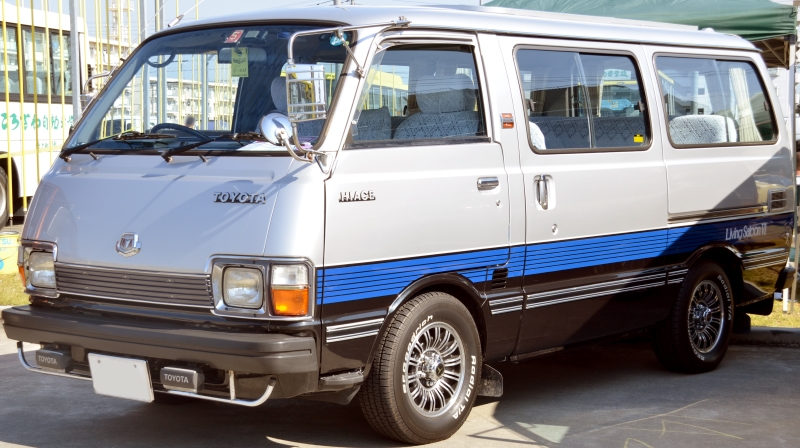
토요타 하이에이스(후기형) 정측면
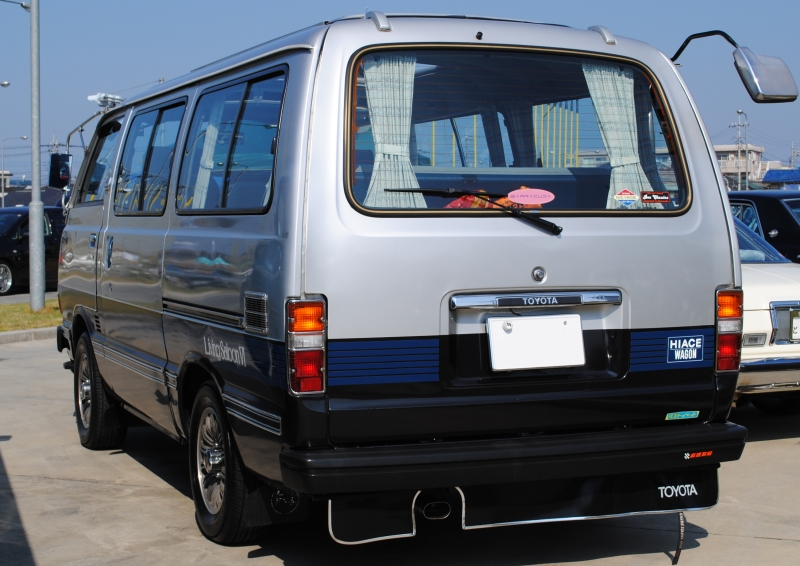
토요타 하이에이스(후기형) 후측면
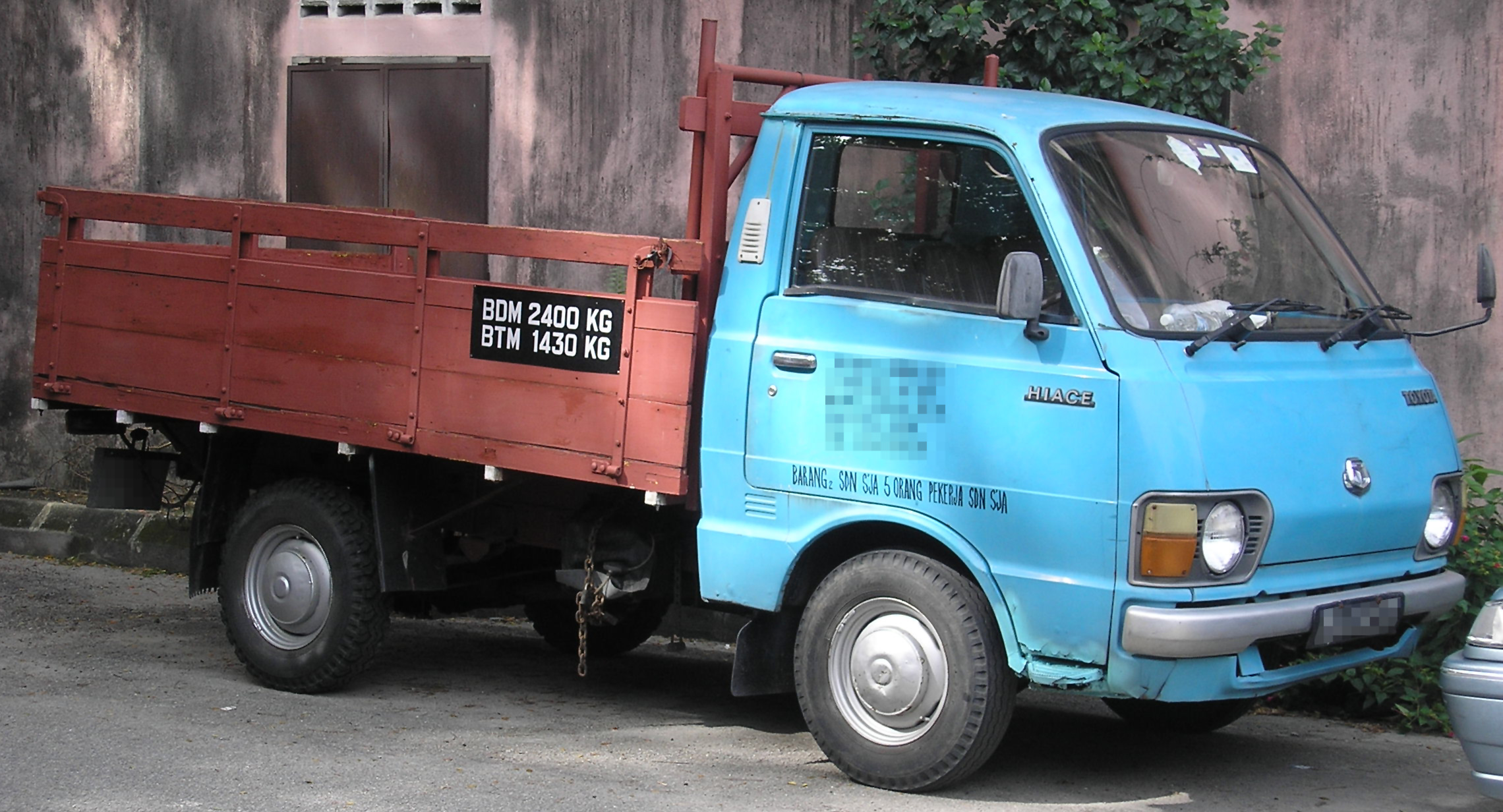
토요타 하이에이스 트럭(전기형) 정측면
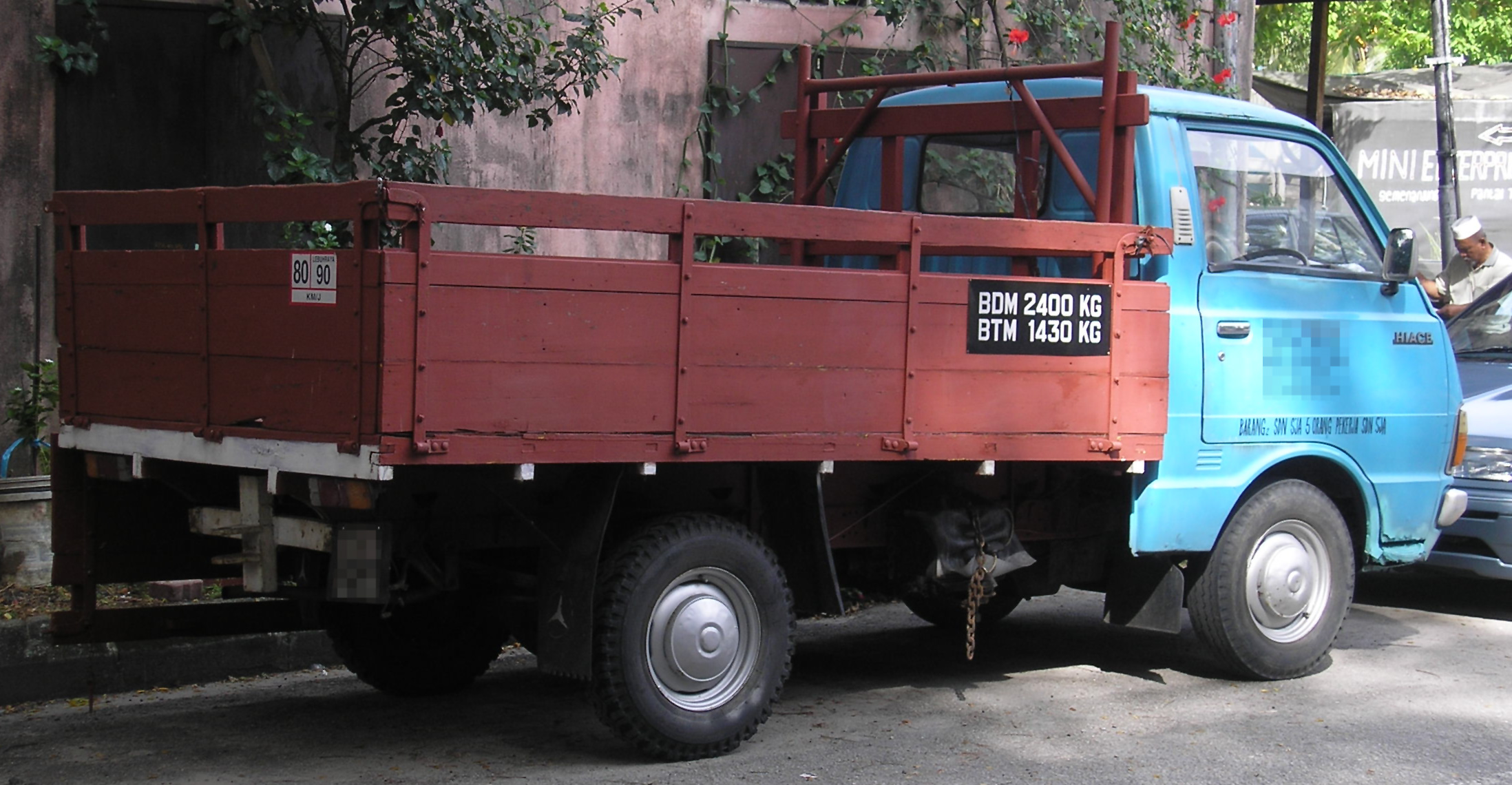
토요타 하이에이스 트럭(전기형) 후측면
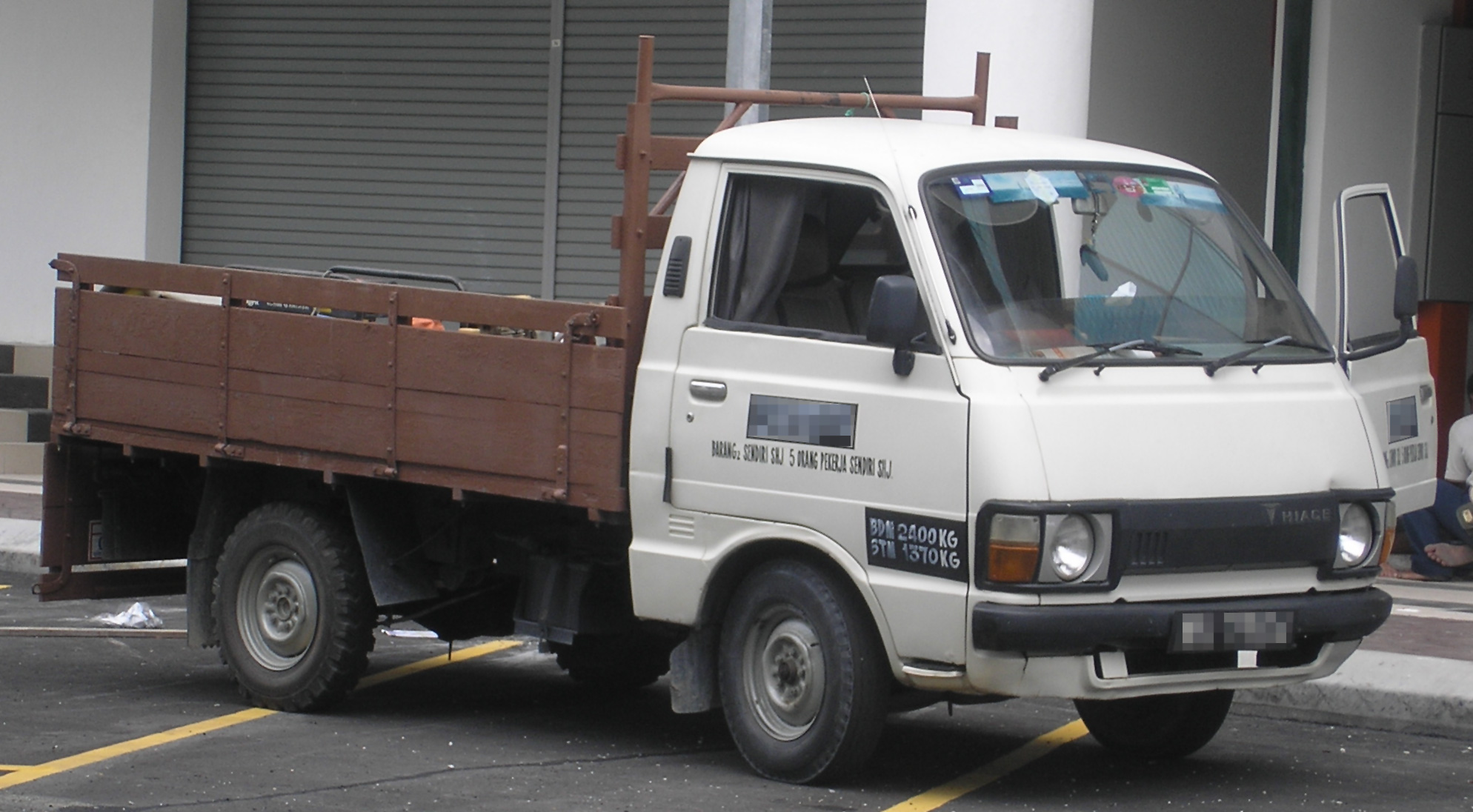
토요타 하이에이스 트럭(후기형) 정측면
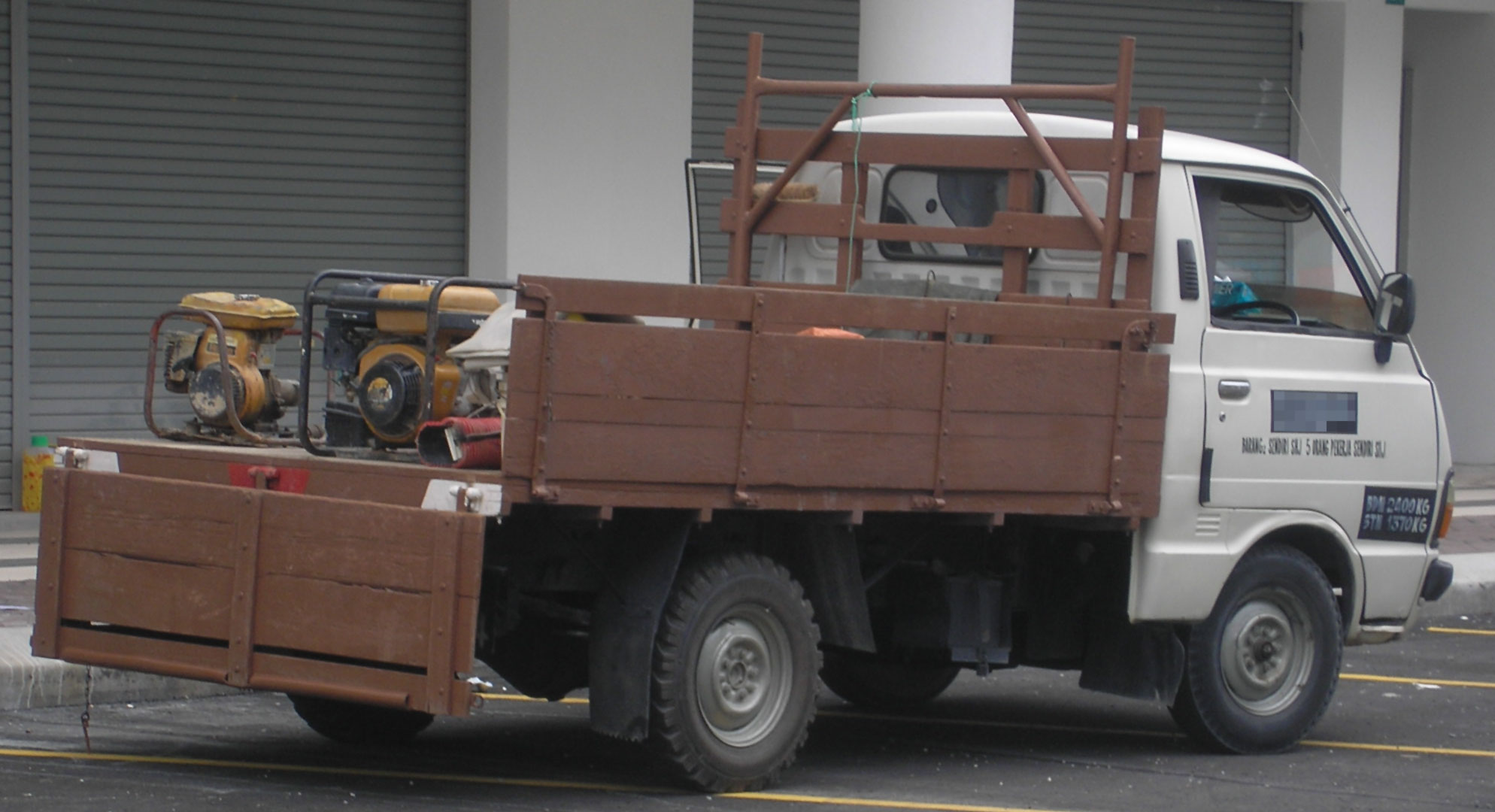
토요타 하이에이스 트럭(후기형) 후측면

## 3세대(H50, H60, H70, H80, H90)

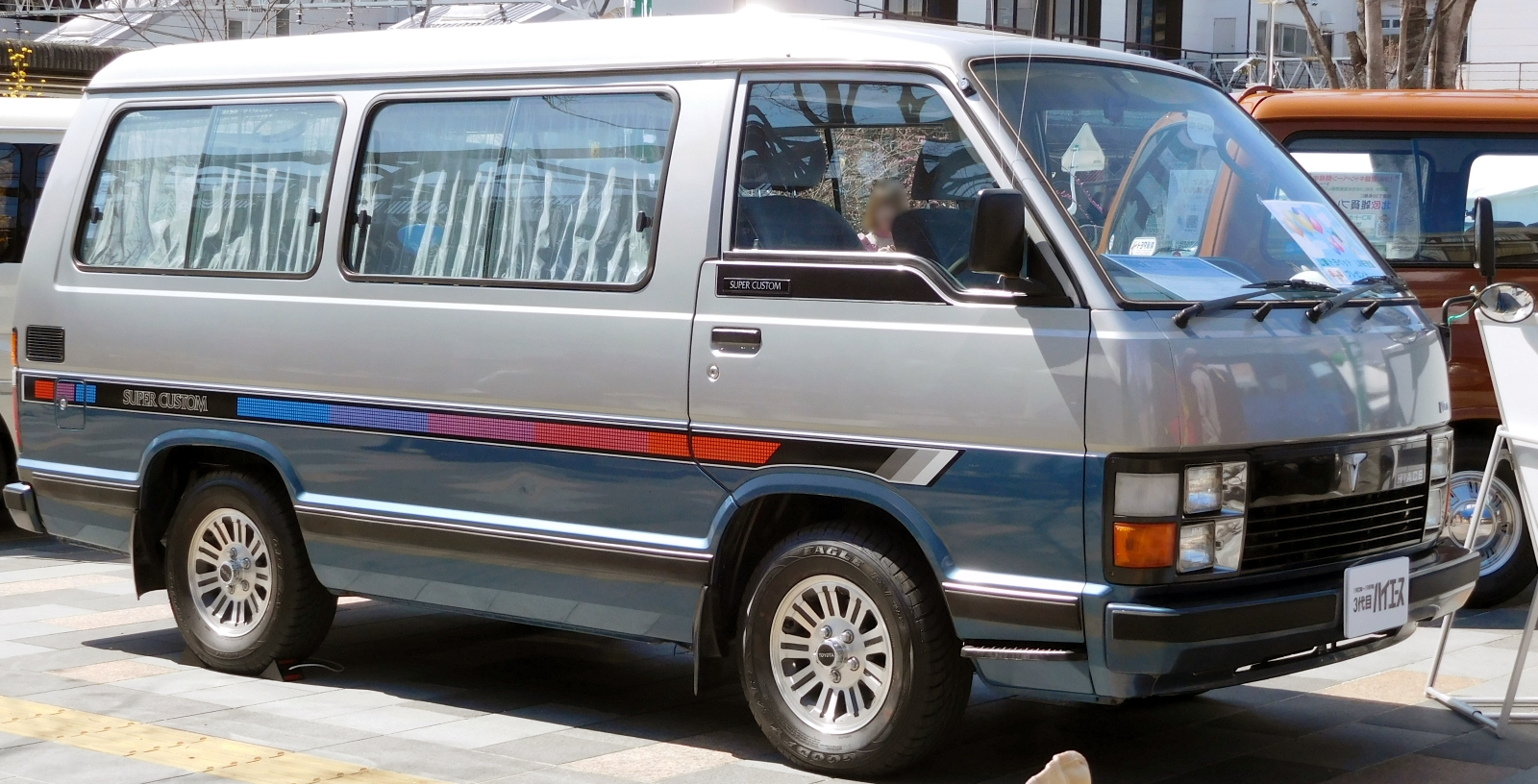
토요타 하이에이스(웨건 슈퍼 커스텀 썬앤문 전기형) 정측면

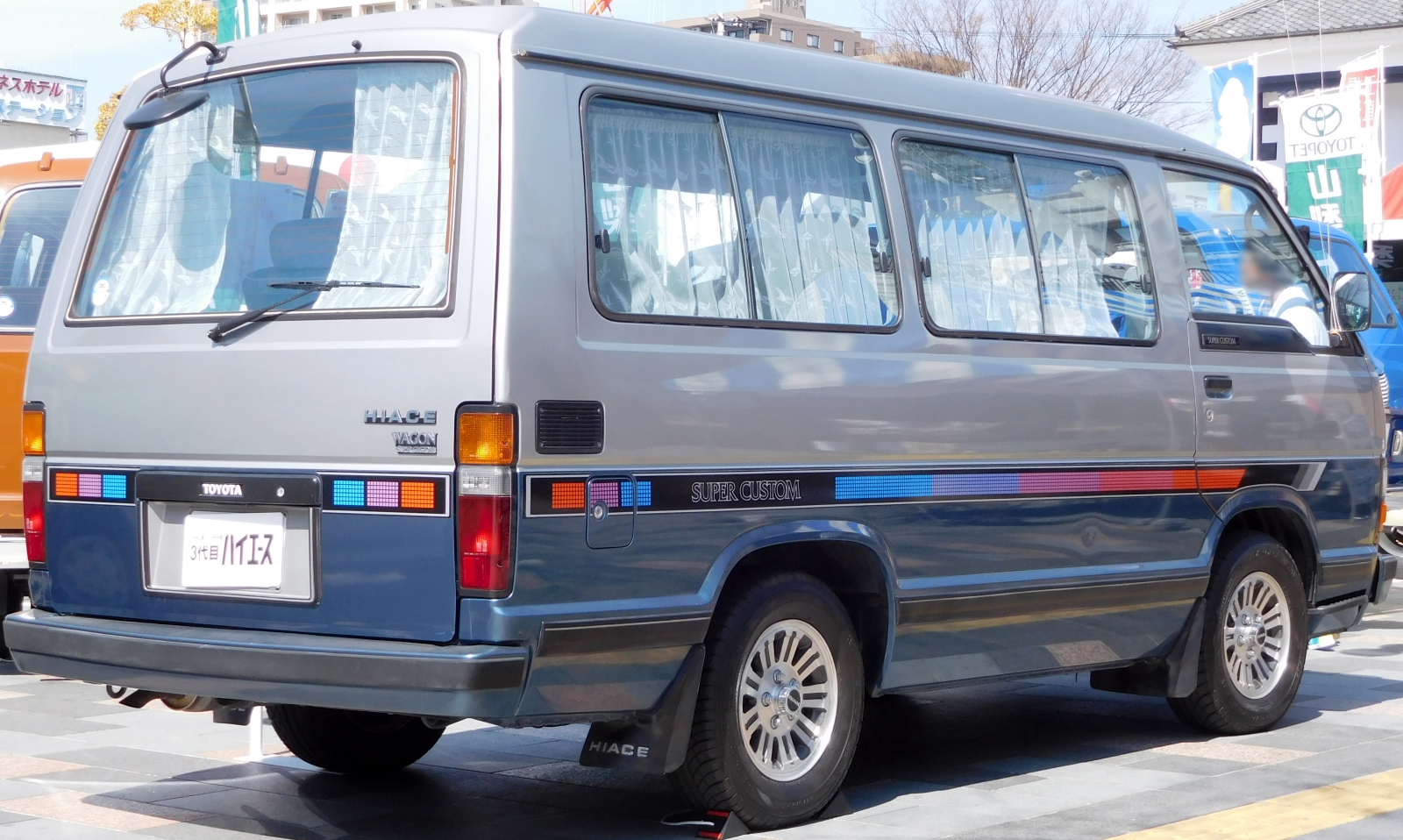
토요타 하이에이스(웨건 슈퍼 커스텀 썬앤문 전기형) 후측면

- 1982년 12월에 선보였고, 1983년 1월에 정식 판매를 개시하였다.
- 3세대부터는 승합차와 화물밴을 중심으로 선보였다. H50은 일반, H60은 롱바디, H70은 슈퍼 롱바디 사양이다.
- "LASRE"로 명명된 3Y형 가솔린 엔진과 L형 디젤 엔진이 장착되었다. 가솔린 엔진에도 4단 자동변속기가 장착되어, 슈퍼 커스텀 사양에 플로어 시프트가 채용됐다.
- 밴 사양에 뒷바퀴에 타이어 2개가 장착되었고, 평상 바닥이 장착되었다.
- 1984년 1월에는 승합 모델에 2L 엔진이 장착되었고, 이후 밴 모델에도 같은 엔진이 장착되었다.
- 1985년 8월에는 페이스리프트를 거치면서 7인승 최상위 모델인 슈퍼 커스텀 리미티드가 추가되었고, 일부 사양에 2L-T형 터보 디젤엔진이 제공되었다.
- 밴, 커뮤터, 구급차 사양에 전조등을 원형 2등식에서 각형 2등식으로 교체되었다.
- 동시에 트럭 모델도 풀 모델 체인지를 감행하였는데, 코드네임은 H80/90이다.
- 승합 및 밴 모델과는 이름만 같은 별개의 모델로, 토요에이스 G15과 다이나 100의 형제 차종이 되었다.
- 전조등은 각형 2등식이 장착되었고, 상급 차종인 다이나 200이나 토요에이스 G20와 같은 캐빈이 채용되었다.
- 고상형 모델이 없어지면서 데크의 높이를 통일했다.
- 1987년 8월에는 승합차와 화물밴 모델이 페이스리프트를 거치면서 후술할 H100계와 한층 가까워졌고, 슈퍼 커스텀 트림과 화물밴 라인업 대부분에 4륜구동이 추가되었다. 4WD 사양의 경우 승합형이 3Y형 엔진, 밴은 2L형 디젤 엔진이 장착되었고, 변속기는 5단 수동만 장착되었다. 그리고 화물밴 사양에 최고급 트림인 슈퍼 GL이 추가되었다. 트럭 모델은 전면 그릴 디자인을 교체하고, 다이나 및 토요에이스와 더 가까운 형태로 바꿨다.
- 1988년에는 트럭 모델의 앞유리를 2분할에서 통합형으로 바뀌었고, 1989년 8월에 승합 및 화물밴은 4세대로 대체됐지만, 트럭은 1995년 5월까지 계속 생산되었다.

남아프리카 공화국에서는 2.2L 4Y-EU형 엔진을 장착한 채로 2007년까지 현지 생산되었고, 스리랑카에서는 셸이라는 이름으로 판매되었다.

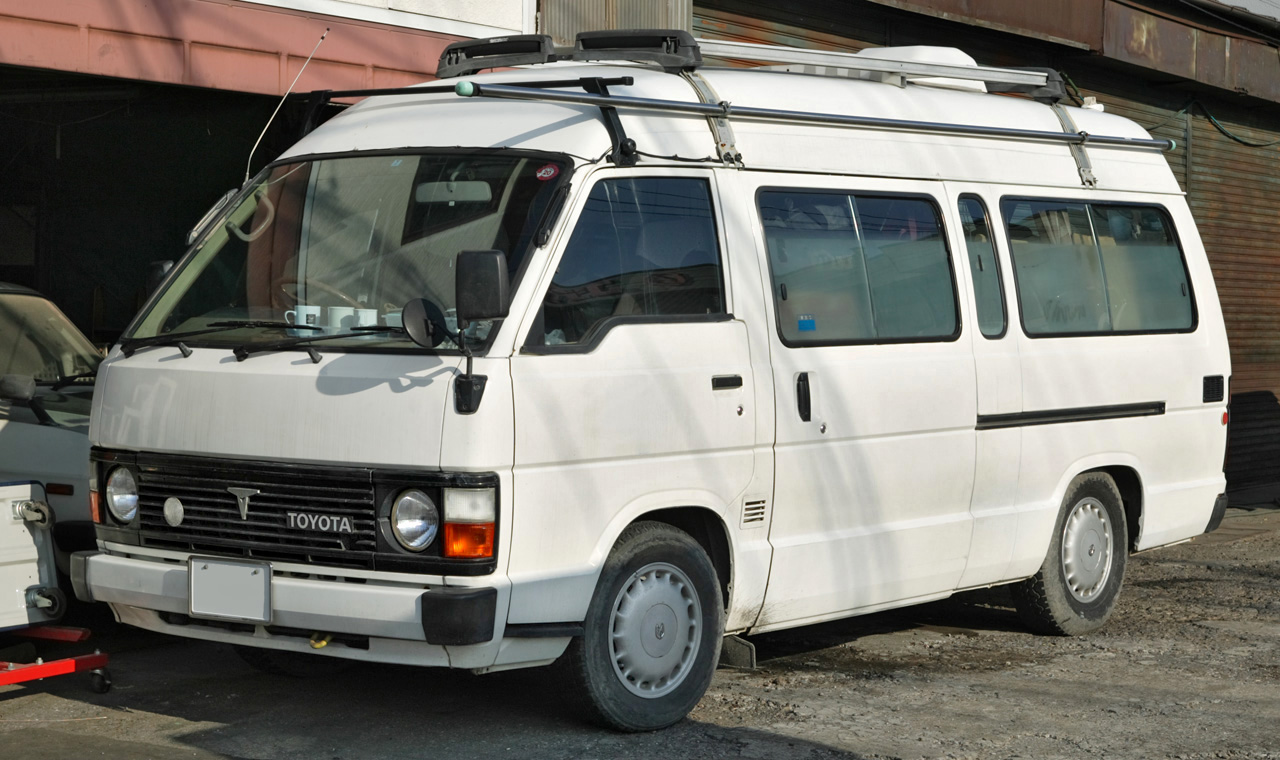
토요타 하이에이스(슈퍼 롱 바디 커뮤터 전기형) 정측면
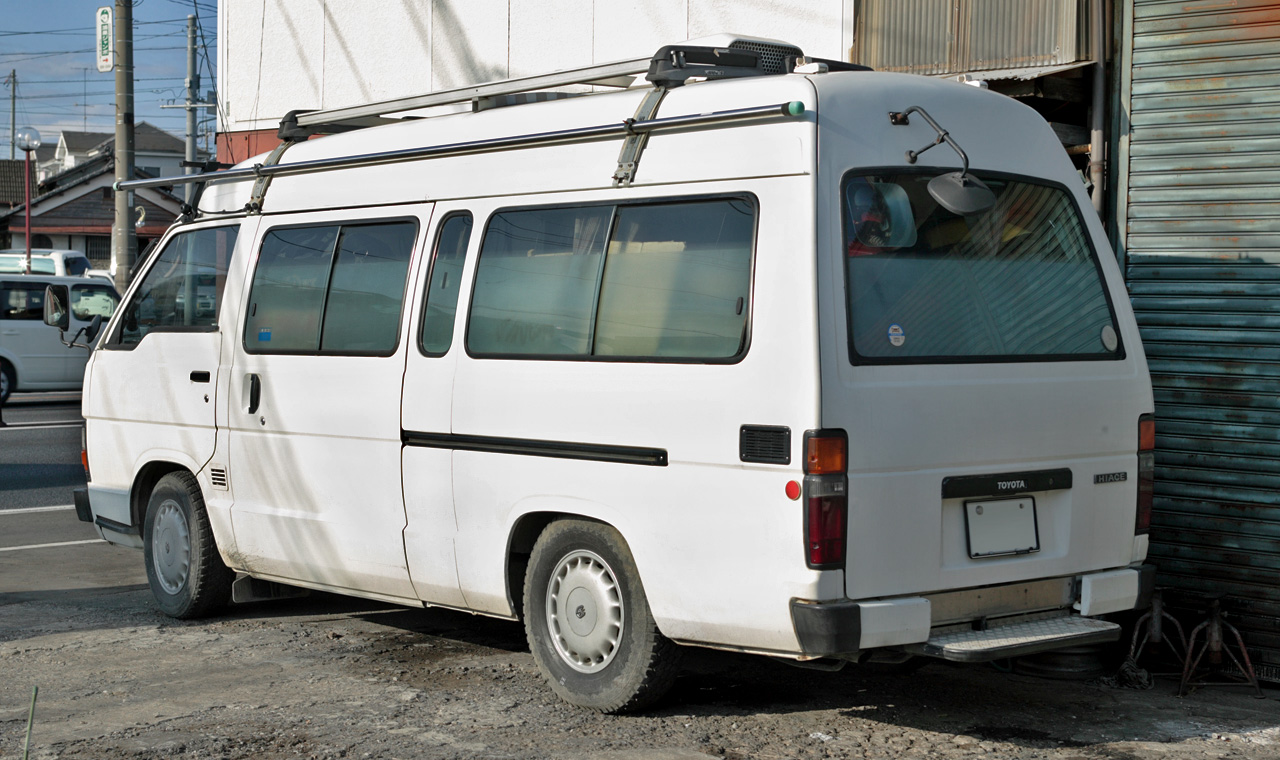
토요타 하이에이스(슈퍼 롱 바디 커뮤터 전기형) 후측면
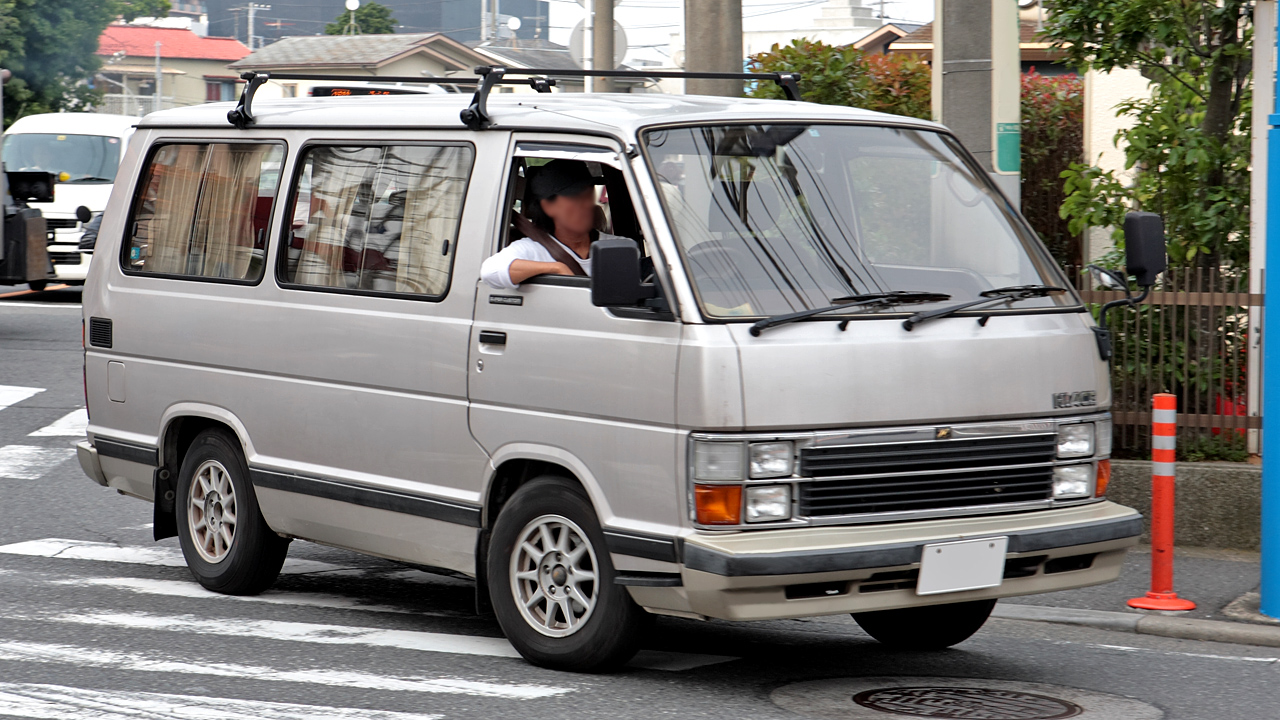
토요타 하이에이스(왜건 슈퍼 커스텀 중기형) 정측면
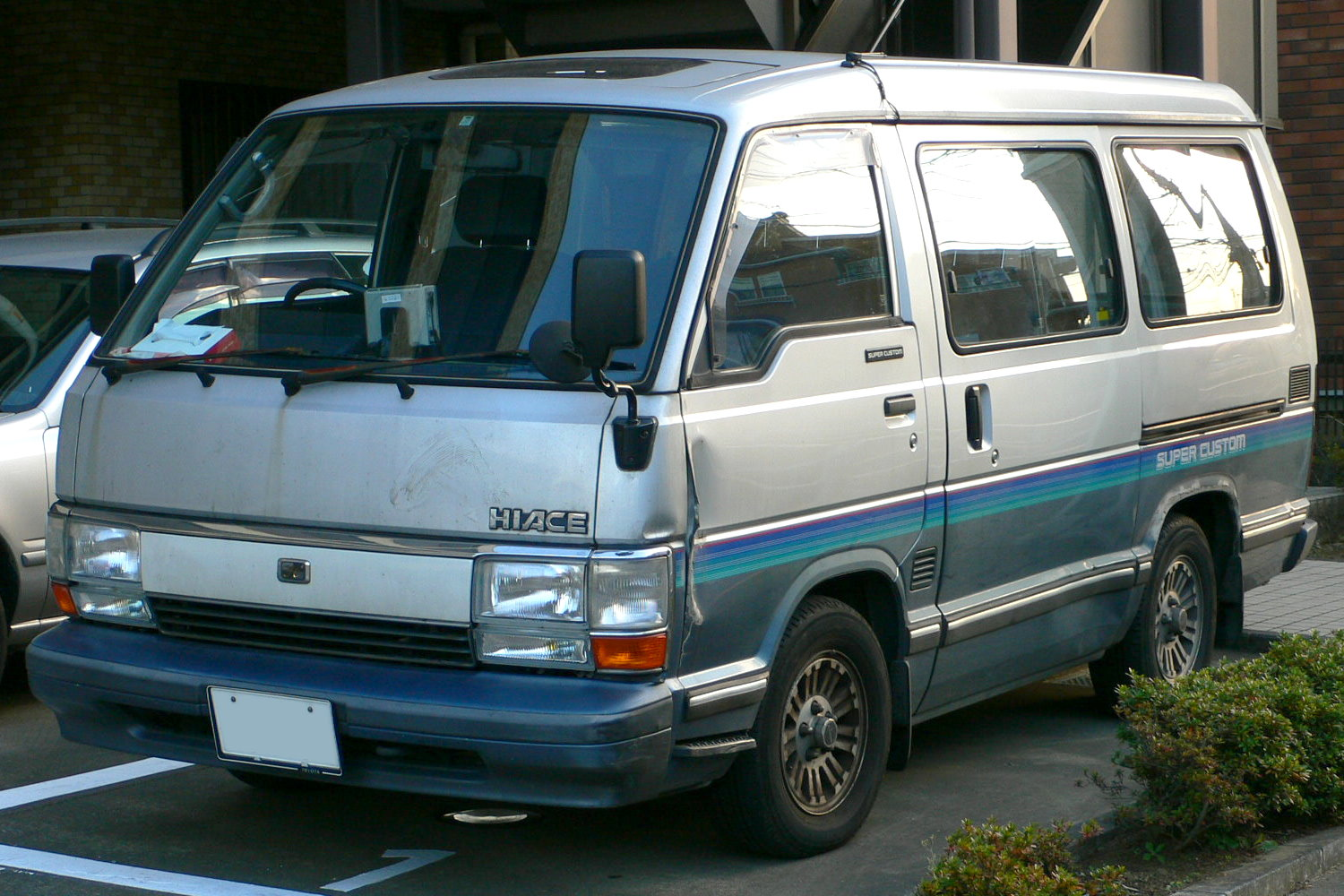
토요타 하이에이스(왜건 슈퍼 커스텀 후기형) 정측면
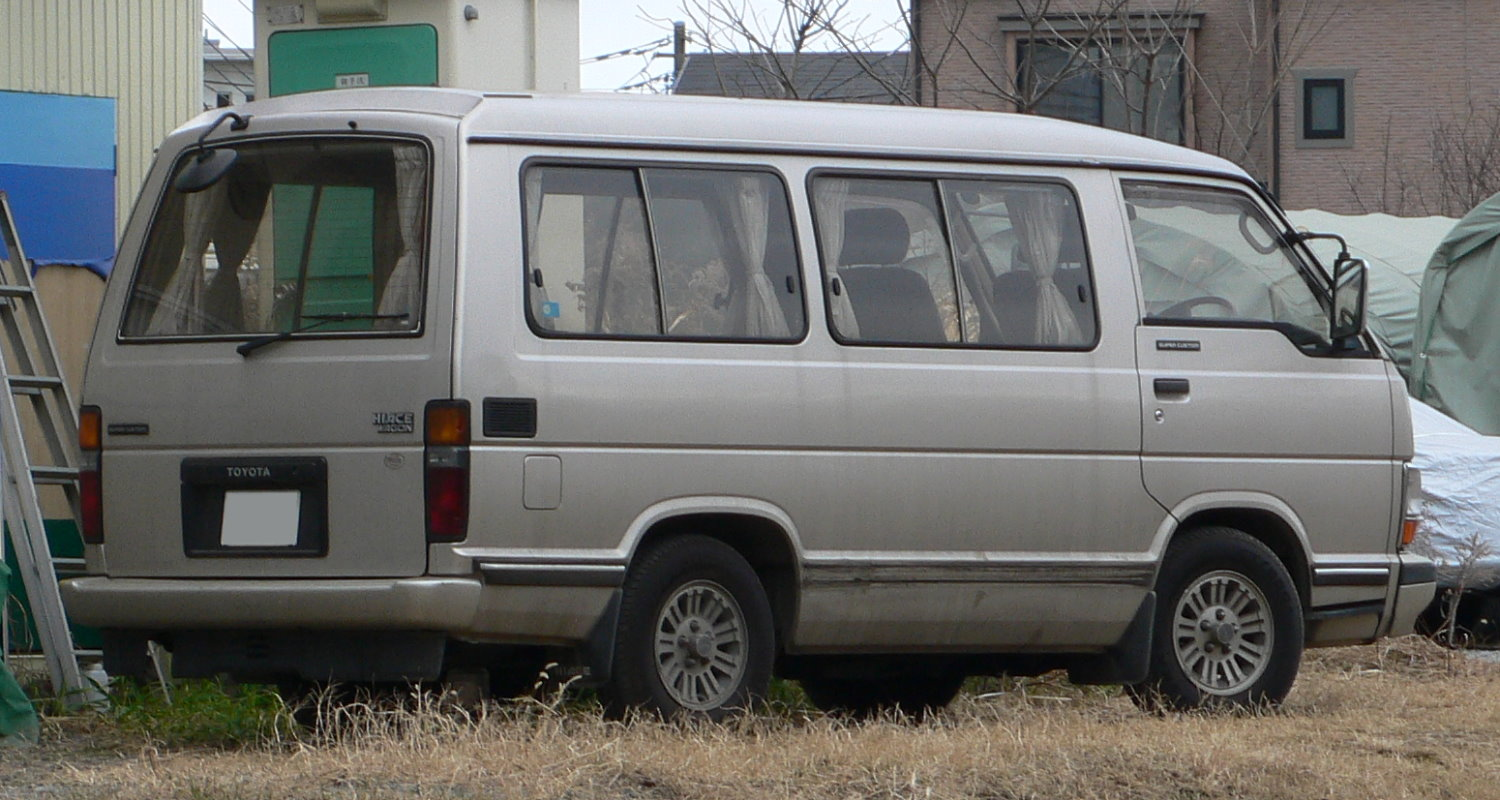
토요타 하이에이스(왜건 슈퍼 커스텀 후기형) 후측면
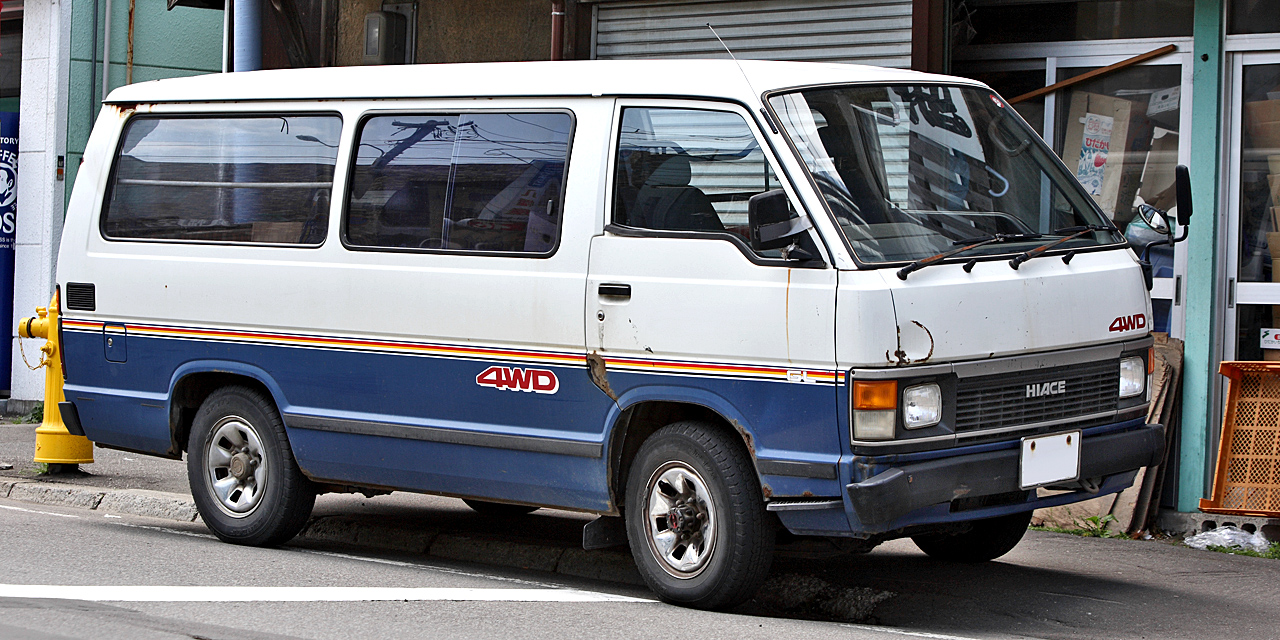
토요타 하이에이스 밴(롱바디 후기형) 정측면
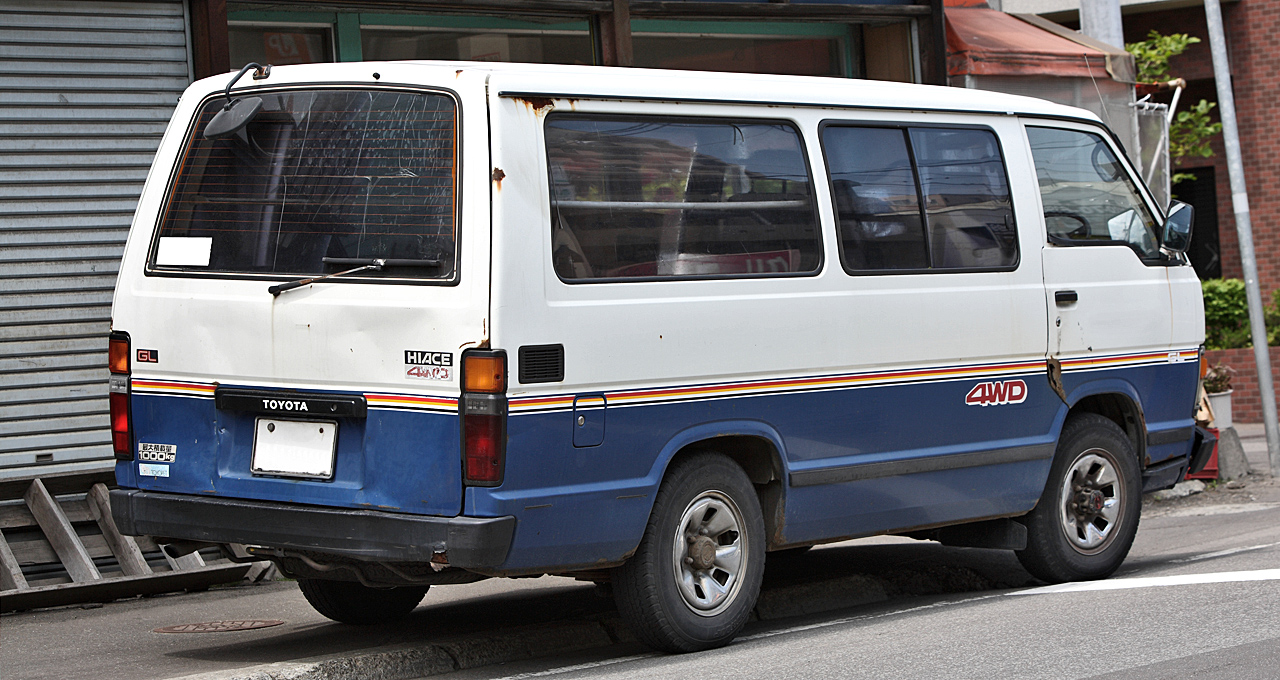
토요타 하이에이스 밴(롱바디 후기형) 후측면
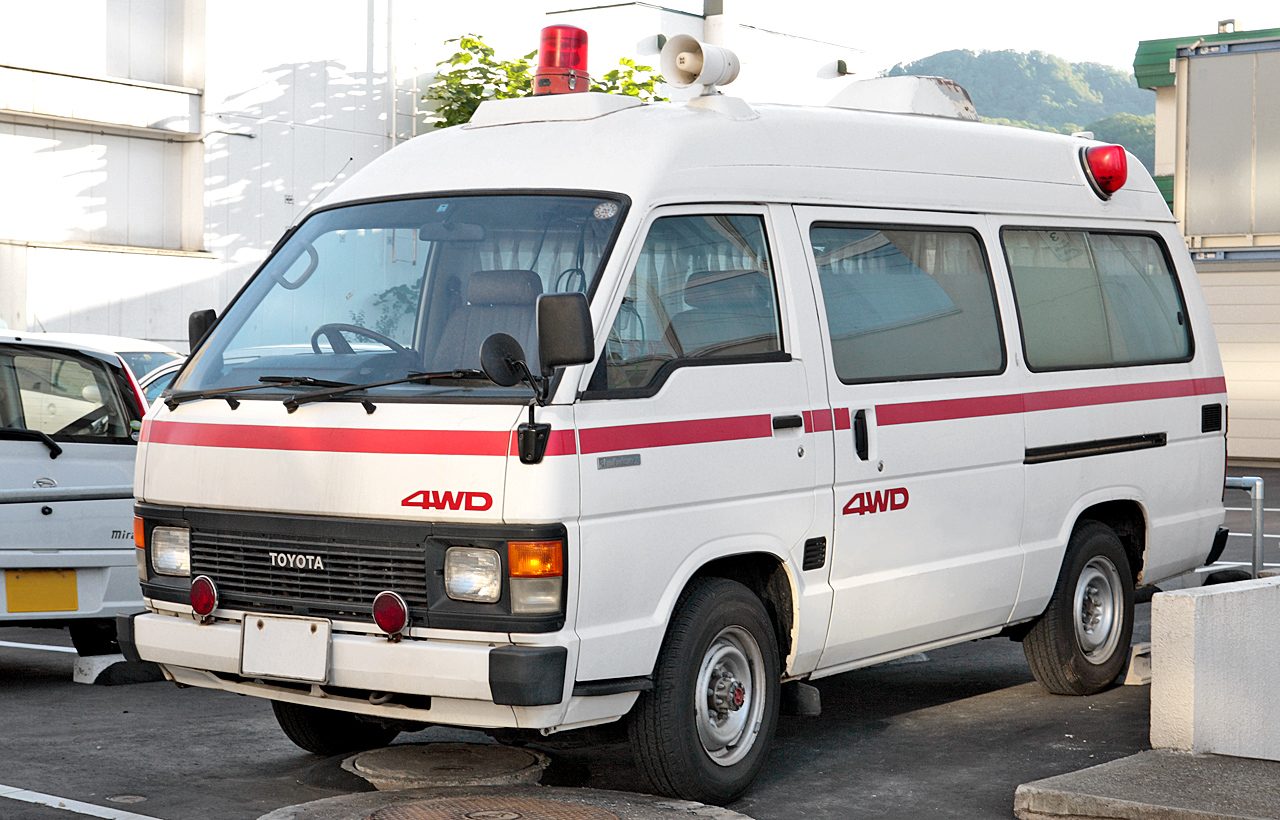
토요타 하이에이스 구급차(후기형) 정측면
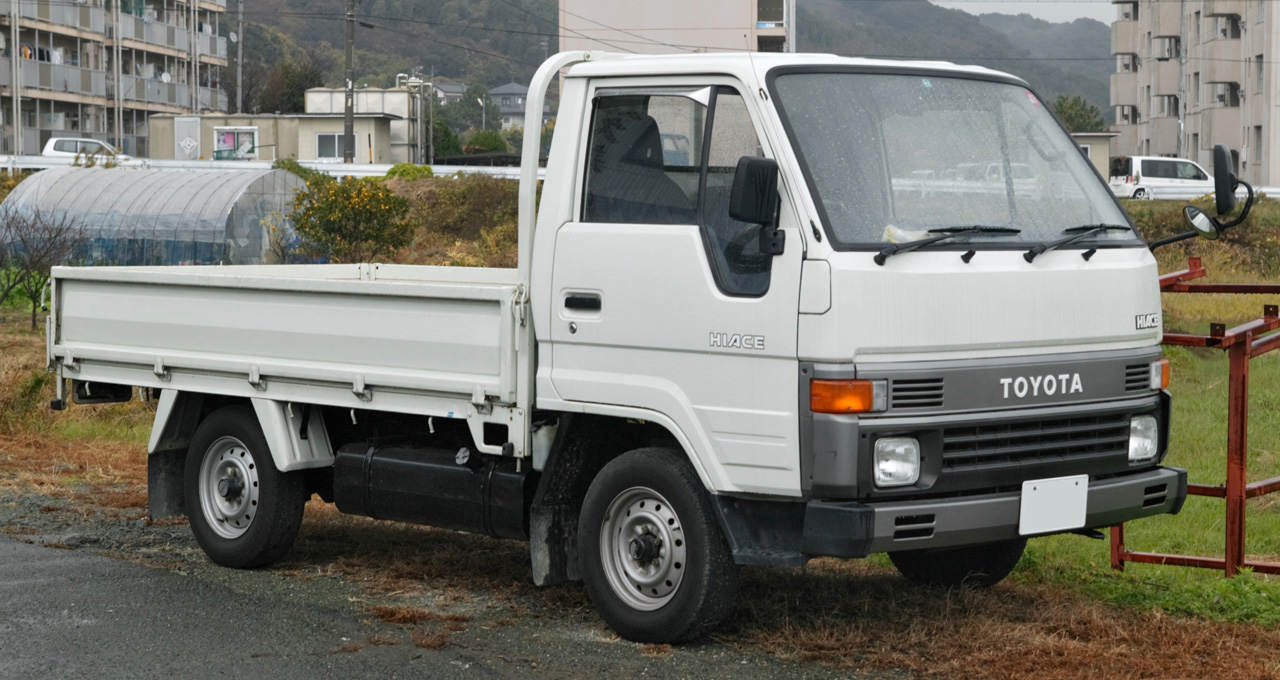
토요타 하이에이스 트럭(저스트 로우 중기형) 정측면
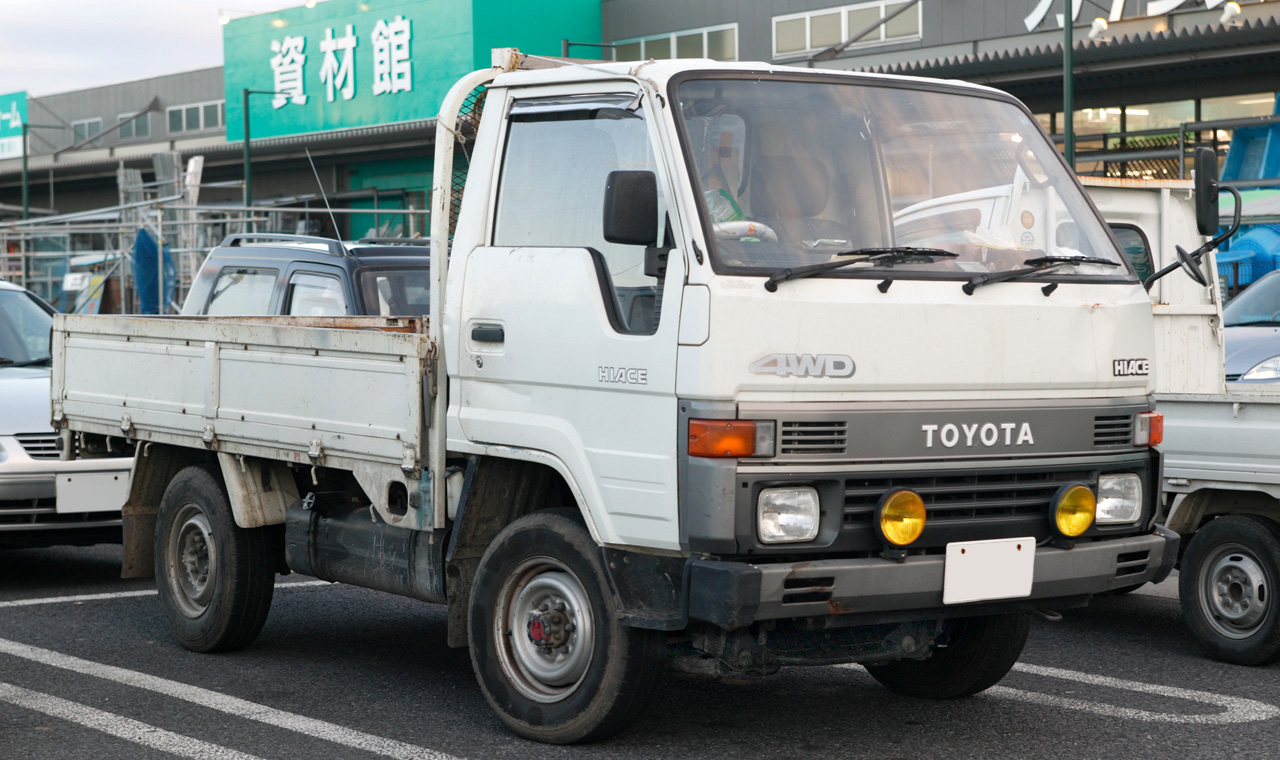
토요타 하이에이스 트럭(4WD 중기형) 정측면

## 4세대(H100, Y100)

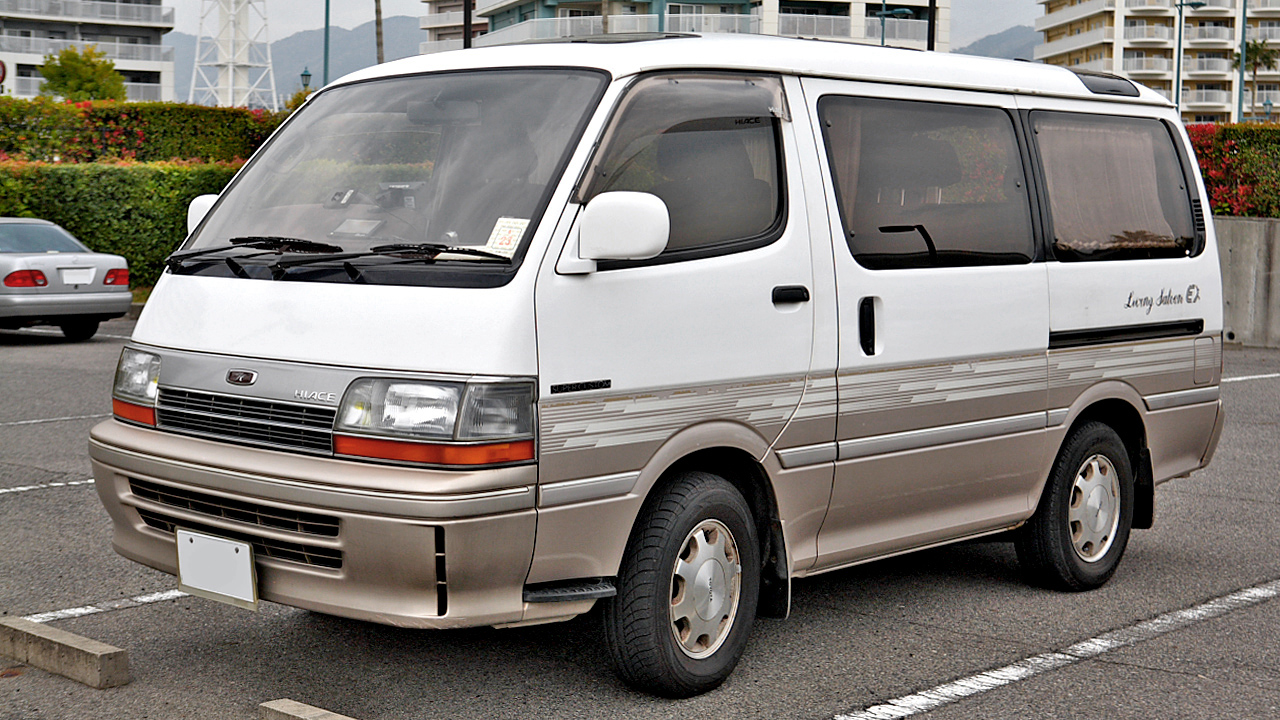
토요타 하이에이스(왜건 표준 보디 슈퍼 커스텀 리빙 살룬 EX 전기형) 정측면

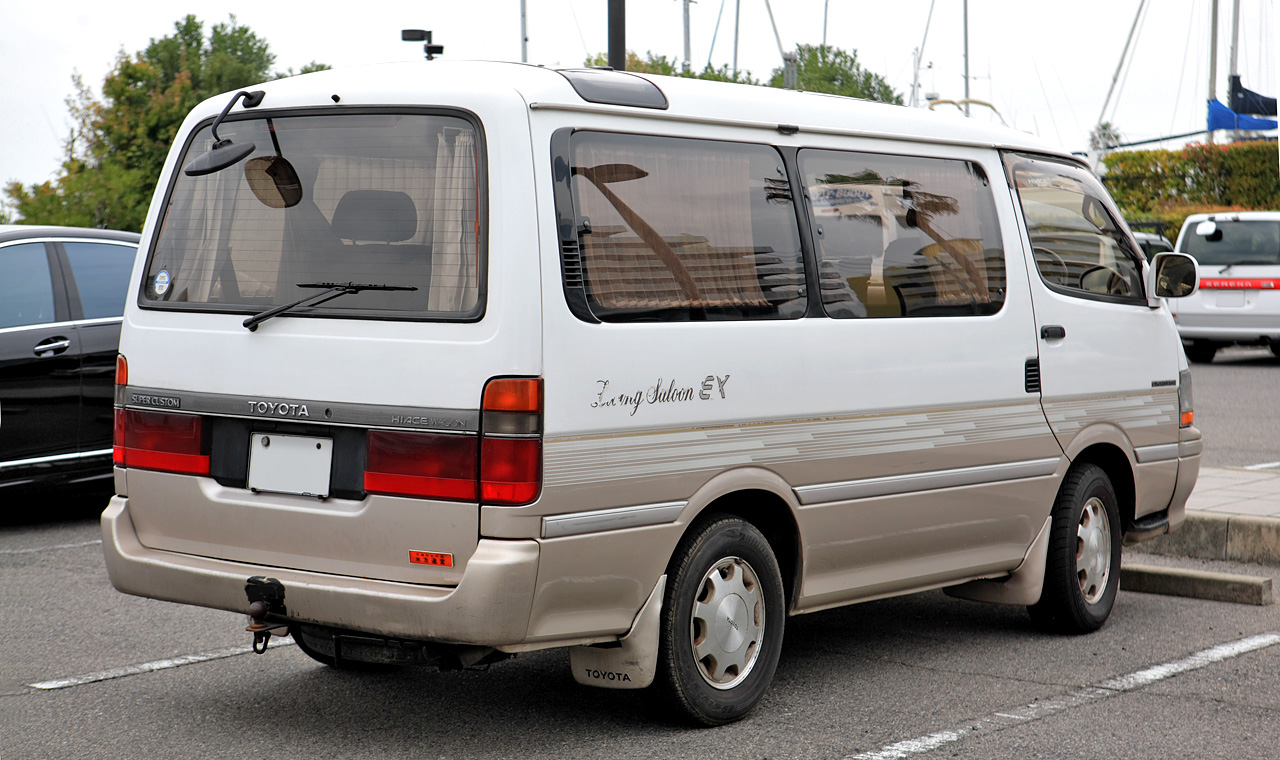
토요타 하이에이스(왜건 표준 보디 슈퍼 커스텀 리빙 살룬 EX 전기형) 후측면

1989년 8월 14일에 출시되었다. 주유구가 오른쪽에서 왼쪽으로 옮겨지고, 변속레버가 플로어 시프트로 변경되었으며, 주차 브레이크는 대시보드 아래의 스틱형에서 일반 승용차처럼 옆좌석 사이로 옮겨 레버 형태로 장착되었다. 엔진의 경우 2.0L 가솔린 사양은 기존의 3Y형에서 왜건은 1RZ-E, 밴 및 커뮤터는 1RZ형으로 교체되었고, 2.4L 가솔린 엔진 2RZ-E 형도 추가되었다. 4WD 사양은 가솔린 엔진 모델이 없어지고, 2.8L 3L형 디젤 엔진만 장착되었다. 동시에 왜건은 편의 장비가 업그레이드되면서 당시 최상위 트림인 슈퍼 커스텀 리미티드는 동사의 마크 II와 크라운과 맞먹을 정도로 호화스러워져 가격이 인상되었다. 그 밖에 일부 사양의 경우 파워 슬라이드 도어가 제공되었으며, 화물밴 사양 중 하나인 저스트 로우 모델은 뒷바퀴에 장착된 타이어가 1개로 환원되었다. 변속기는 5단 수동 또는 4단 자동이 제공되었다. 그 외에도 일본의 일부 시정촌 외곽의 시골 오지 같은 지역에서는 해당 모델을 가진 차량을 공영버스로 운행되는 경우도 있다.
- 1990년 10월에 슈퍼 커스텀 리미티드에 4륜구동이 추가되었고, 기존의 2L-T 엔진은 전자 제어식 스필 밸브를 가진 2L-TE 엔진으로로 교체되었다. 옵션에 무선 도어 잠금 장치가 추가되었다.
- 1992년 5월에는 셀시오에 장착되었던 V형 8기통 엔진(1UZ-FE)이 탑재된 구급차 사양인 하이메딕이 추가되었다. 동시에 왜건 모델의 뒷좌석을 3점식으로 교체하고, 하이 마운트 스톱 램프를 채용하는 등 개량을 거치면서 리빙 살룬 EX가 추가되었다.
- 1993년 8월에 페이스리프트를 거쳐 왜건 모델의 후면 디자인을 바꾸고, 밴과 커뮤터 사양은 엔진의 경우 2.0L 카뷰레터식 1RZ형 가솔린에서 전자 제어식 연료 분사 시스템을 갖춘(EFI) 1RZ-E형으로 교체되었다. 또한 전조등이 기존의 실드 빔에서 할로겐 타입으로 교체되었다. 4WD 방식도 하이럭스 대체를 유용한 파트 타임 방식에서 풀 타임식으로 변경되었다. 토크가 부족하다는 문제가 제기된 2.4L 2L-TE형 디젱 엔진이 없어졌고, 알루미늄 실린더 헤드를 가진 3.0L 1KZ-TE형 디젤 터보엔진이 추가되었다.
- 1994년 8월에는 슈퍼 커스텀 리미티드에 10 스피커 사운드 시스템을 갖춘 오디오가 장착되었고, 슈퍼 커스텀에 전동 접이식 도어 미러가 장착되었다. 또한 ABS를 옵션으로 추가됐다.
- 1995년 5월에는 트럭 모델이 풀 모델 체인지를 감행하였는데, 코드네임은 Y100이다. 3세대처럼 다이나, 토요에이스와는 형제 차종이고 3L 및 3Y형 엔진이 각각 장착되었다.
- 1995년 8월에 왜건 모델에 1RZ-E형 엔진 사양이 없어지고, DX 트림에 자동변속기가 추가되었다. 밴과 커뮤터는 후륜구동 모델의 휠 디자인을 바꾸고 4륜구동 사양은 풀타임 방식이 전 트림으로 확대 적용되었다.
- 1996년 8월 6일에 왜건 모델이 페이스리프트를 거쳐 운전석과 조수석 에어백, ABS가 기본으로 장착되었고, 9인승 커스텀 트림이 없어졌으며, 대신에 슈퍼 커스텀 트림에 오토 에어컨 등의 장비만 추가된 슈퍼 커스텀 G가 추가되었다. 밴, 커뮤터, 하이메딕은 일부 개량을 거쳤고, 후륜구동 밴 모델의 휠 볼트가 5개에서 6개로 늘어났다. 독립된 트림으로 존재했던 밴 GL 트림이 없어졌고, DX 트림에 GL패키지를 제공하는 것으로 대체되었다. 그리고 슈퍼 GL 트림에는 타코미터가 기본적으로 적용되고, 전동식 사이드미러가 옵션으로 제공되었다.
- 1998년 8월 6일에 밴과 커뮤터의 마이너 체인지가 감행돼 범퍼와 그릴의 디자인이 변경되었고, 디젤 엔진의 경우 3.0L의 5L형으로 교체되었다. 그리고 슈퍼 GL 트림에 시트지를 바꾸고, 운전석 에어백과 ABS가 기본적으로 장착되었다. 물론 슈퍼 GL를 제외한 나머지 트림의 경우 옵션으로 제공되었다. 왜건 모델은 DX 트림을 제외하고는 조수석에서도 집중 도어락을 조작할 수 있도록 개량을 거쳤다.
- 1999년 7월 5일에 전면의 디자인을 바꿔 멀티 리플렉터식 전조등, 새롭게 바뀐 그릴 등을 채용하고 고급감을 높였다. 그 사이에 비스타 딜러(현 넷츠 딜러)용 차량의 이름을 레지어스에이스로 변경하면서 하이에이스를 토요펫트 딜러 전용 차량으로 설정했다.
- 2000년 12월 1일에는 슈퍼 롱 밴 및 커뮤터 모델에 2.4L 2RZ-E형 가솔린 엔진이 추가되었다. 복지 차량용 특별 사양에 컬러드 범퍼와 라디에이터 그릴이 기본적으로 장착된 타입 VII 사양이 추가되었고, 전체 차량에 뒷문의 개폐를 보조하는 백도어 이지 클로저가 기본 장착되면서 휠체어용 3점식 안전벨트에 높이 조절 기능까지 채용해 기능성과 안전성의 향상을 도모했다.
- 2001년 8월 3일에는 슈퍼 GL의 트림의 염가판인 슈퍼 GL-E 트림이 추가됐고, 슬라이드 도어가 양쪽에 장착된 5도어 사양도 제공되었다. 일반형 슈퍼 GL 트림에 몇 가지의 색상이 추가되고, 백도어 가니쉬를 시트 표피재로 교체해 질감을 향상했다. 또한 하이 루프만 장착되었던 JRVA(일본 RV 협회) 회원 빌더를 위한 캠퍼 베이스 슈퍼 롱 루프가 추가되었다. 하지만 그 사이에 트럭 모델이 갑자기 단종되어 승합차, 화물 밴 모델만 남았다.
- 2002년 8월에 왜건 모델에 가솔린 모델이 없어지고, 대형 미니밴인 알파드에 이관되었다. 슈퍼 GL 트림에 무선 도어 잠금 리모컨을 채용하여 편리성 향상을 도모했다. 또한 복지 차량용 특별 사양에 듀얼 에어콘이 기본적으로 장착되었고, 10인승의 유형의 VIII 사양이 추가되었다.
- 2003년 7월 22일에 밴과 커뮤터 모델의 가솔린 엔진을 1TR-FE형으로 교체되었다.

2004년 8월 23일에 5세대로 대체됐고, 중화인민공화국에서는 진베이 하이스를 비롯해 여러 가지 라이센스 모델이 현재까지 생산되고 있다. 유럽에서는 1995년부터 그란비아를 기반으로 한 하이에이스가 2012년까지 판매되었다. 한편 북한에서는 평화자동차를 통해 중국산 라이선스 모델을 기반으로 만든 "삼천리"라는 차를 내놓기도 했다.

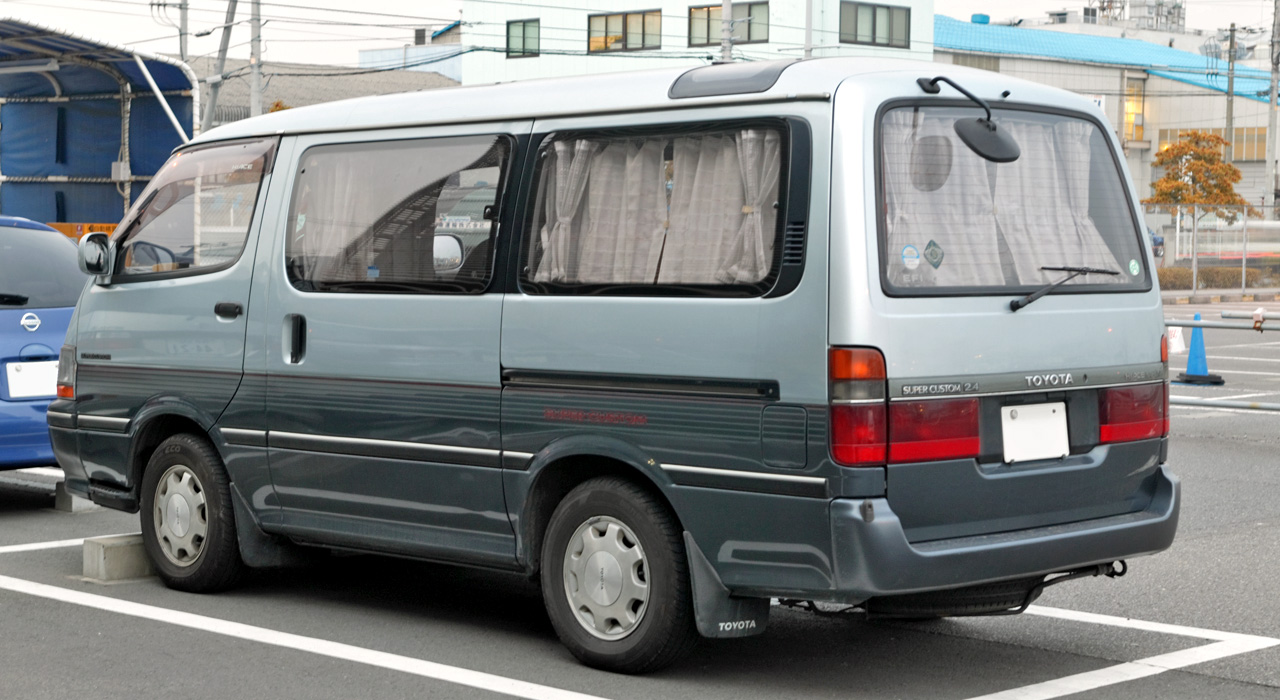
토요타 하이에이스(왜건 슈퍼 커스텀 전기형) 후측면
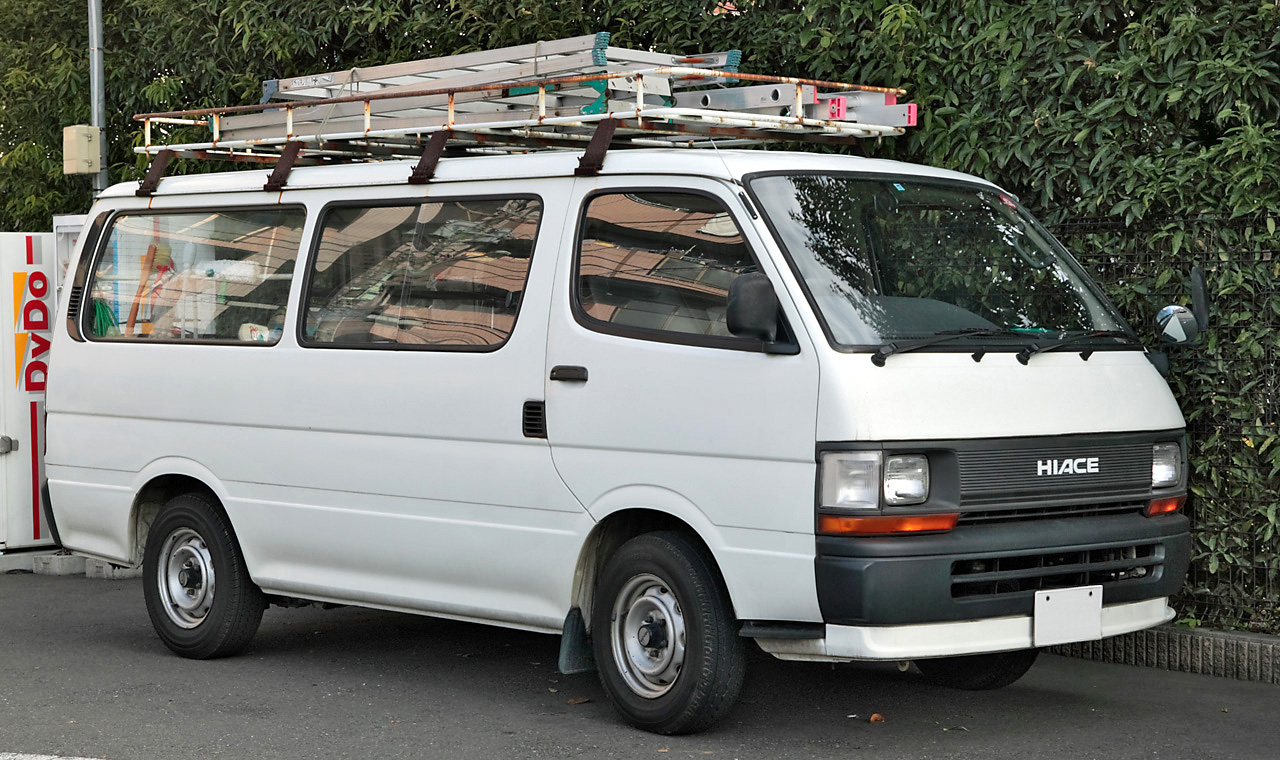
토요타 하이에이스(롱바디 밴 DX 전기형) 정측면
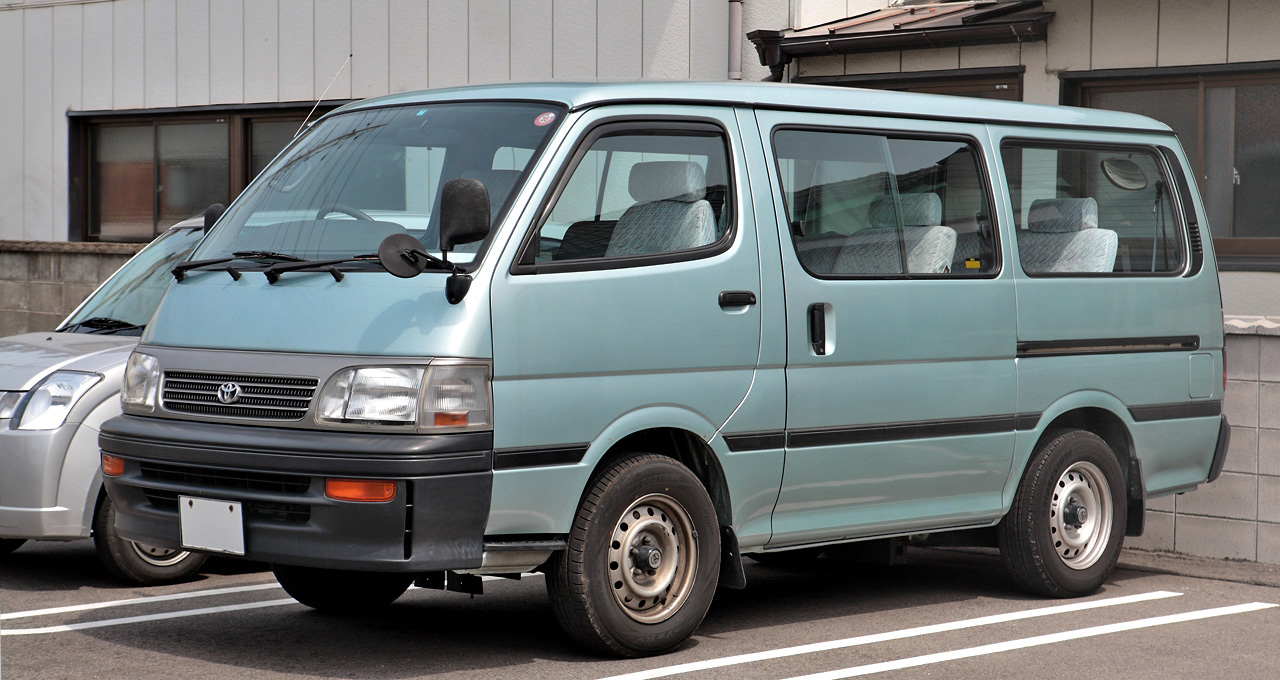
토요타 하이에이스(왜건 커스텀 중기형) 정측면
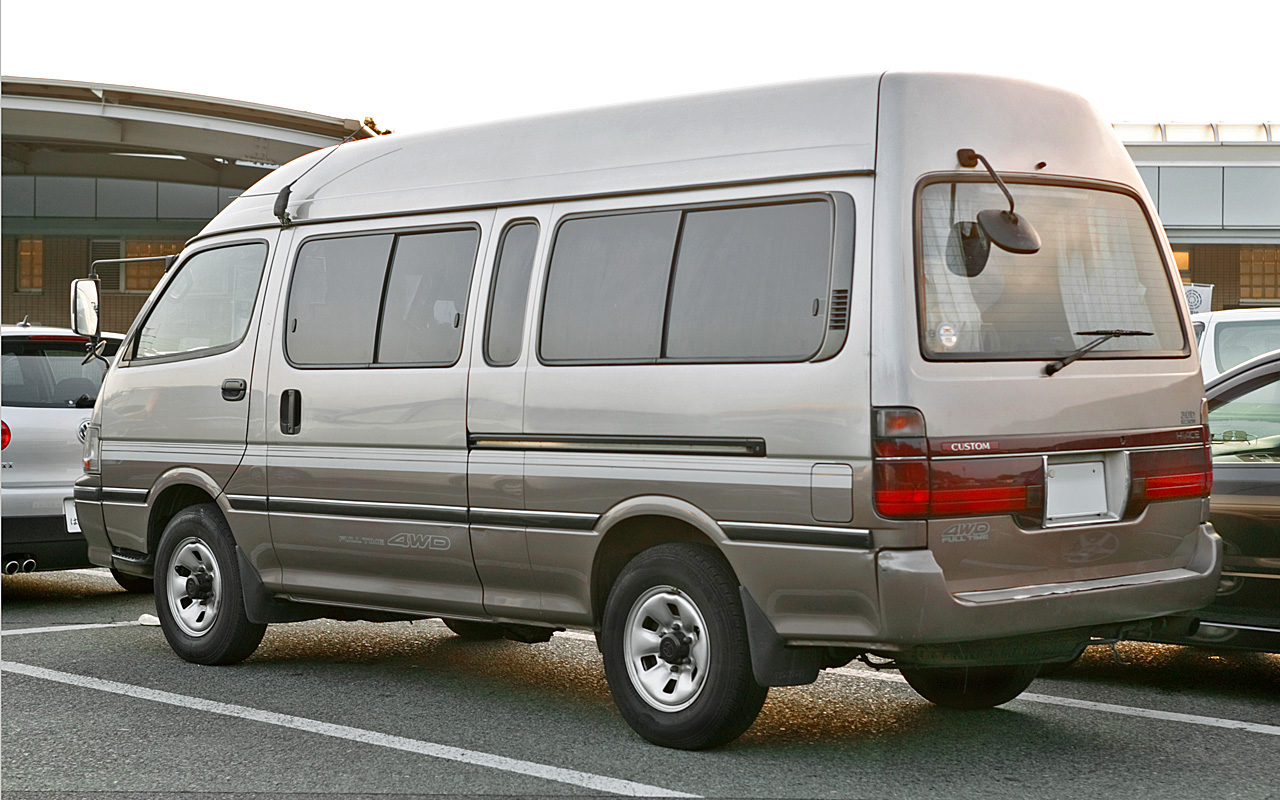
토요타 하이에이스(왜건 슈퍼 롱바디 그랜드 캐빈 4WD 중기형) 후측면
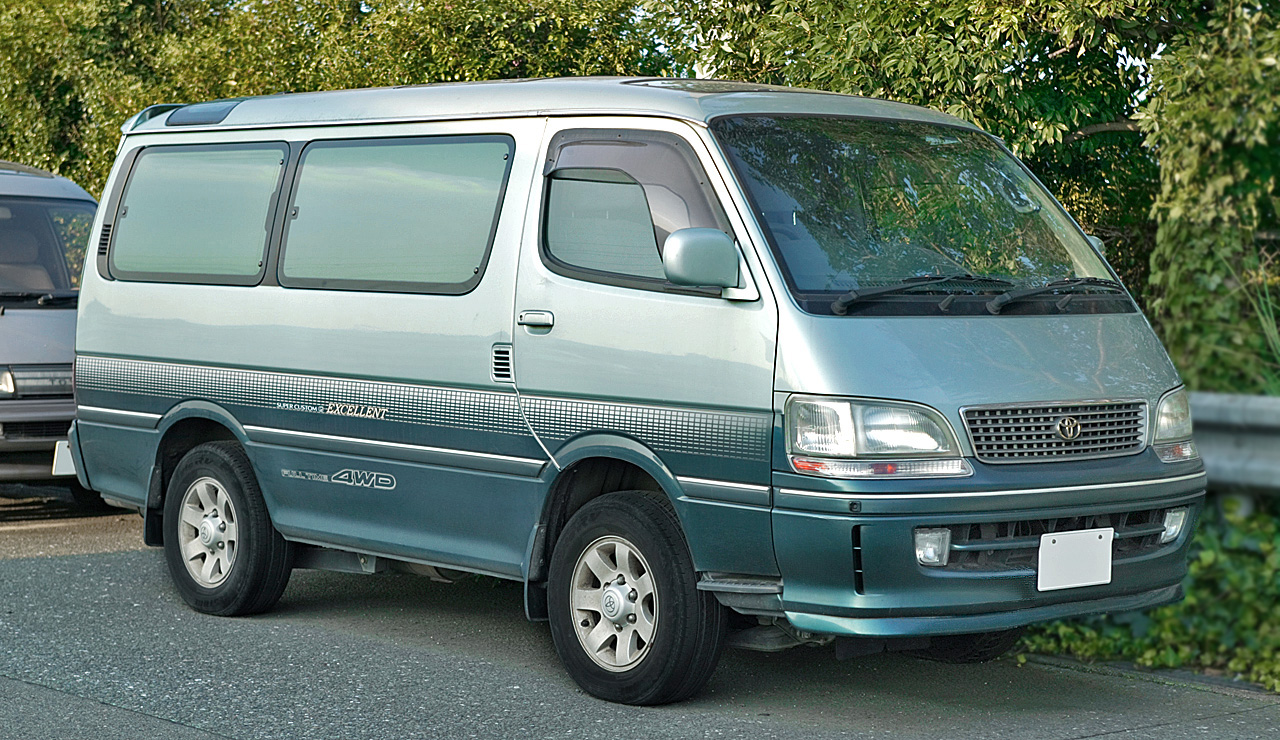
토요타 하이에이스(왜건 슈퍼 커스텀 G 엑설런트 패키지 4WD 후기형) 정측면
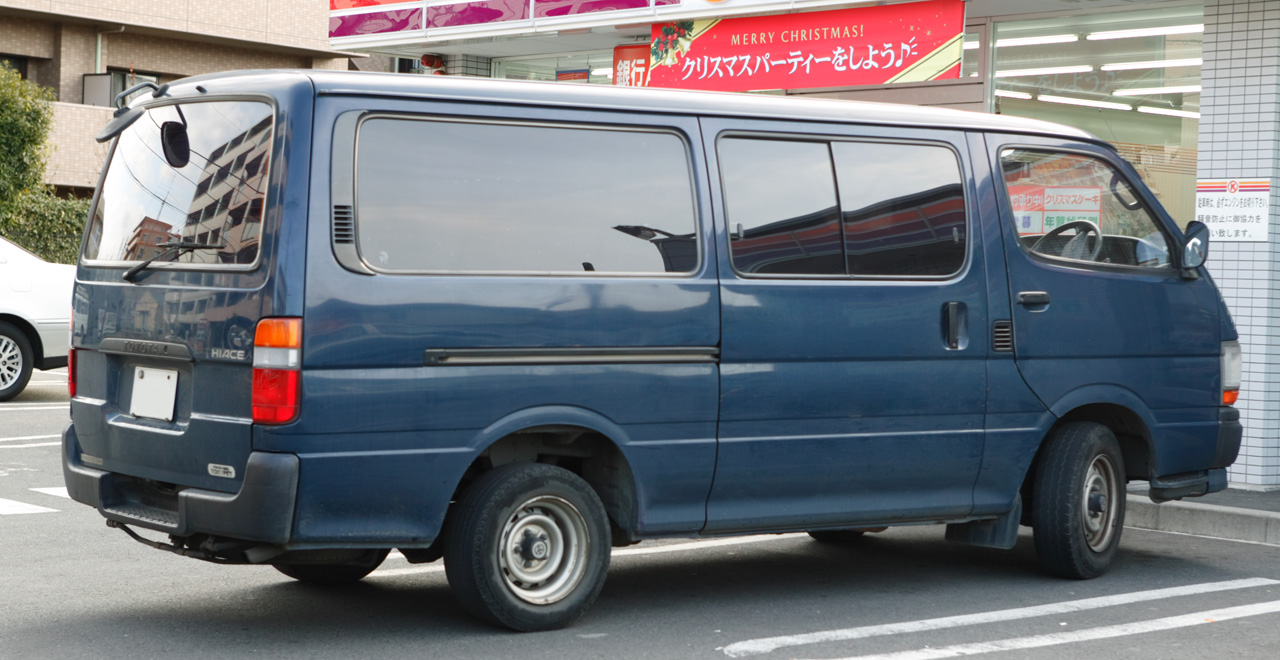
토요타 하이에이스(롱바디 밴 DX 후기형) 후측면
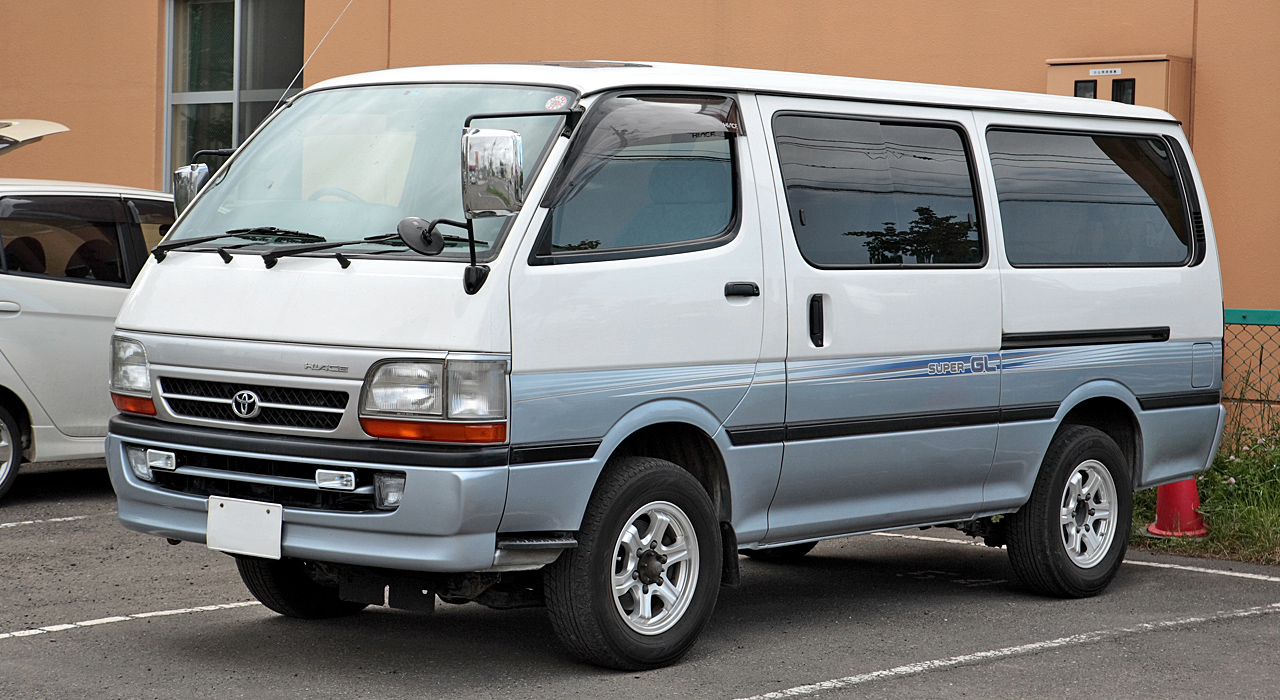
토요타 하이에이스(롱바디 밴 슈퍼 GL 후기형) 정측면
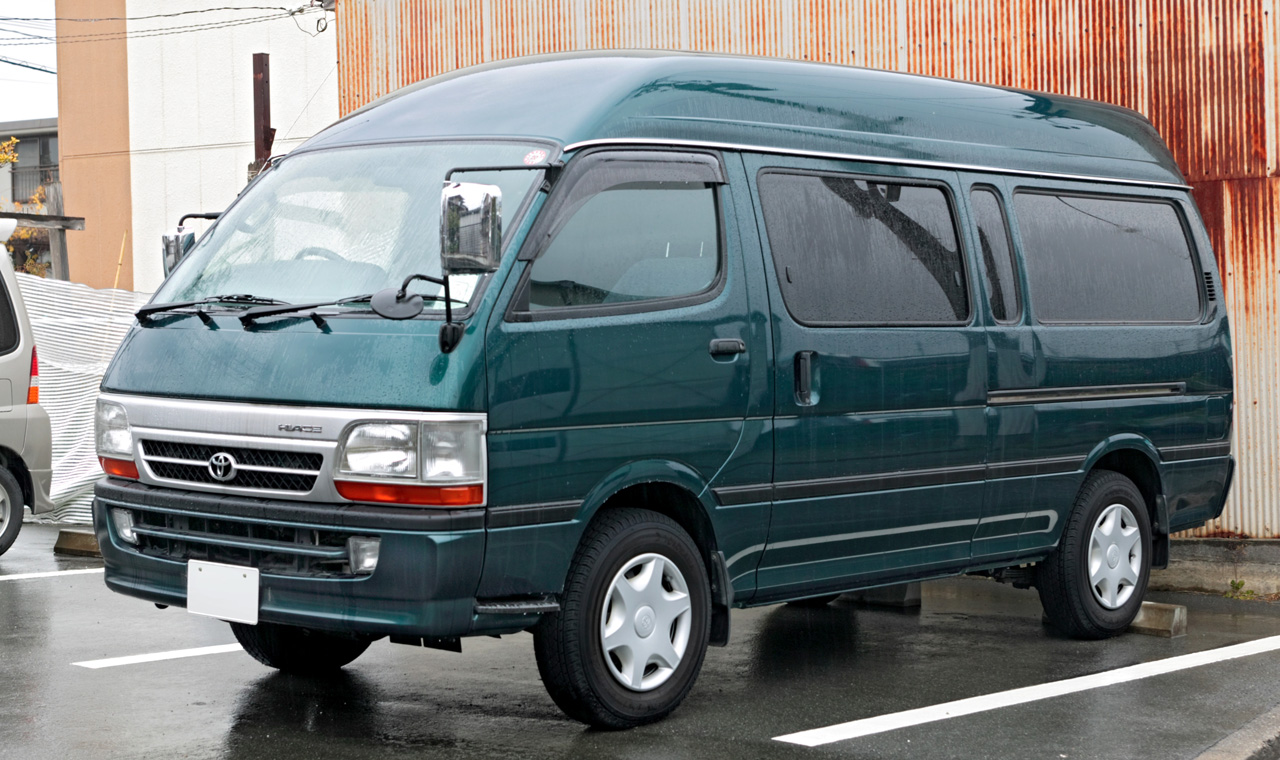
토요타 하이에이스(롱바디 밴 슈퍼 GL-E 후기형) 정측면
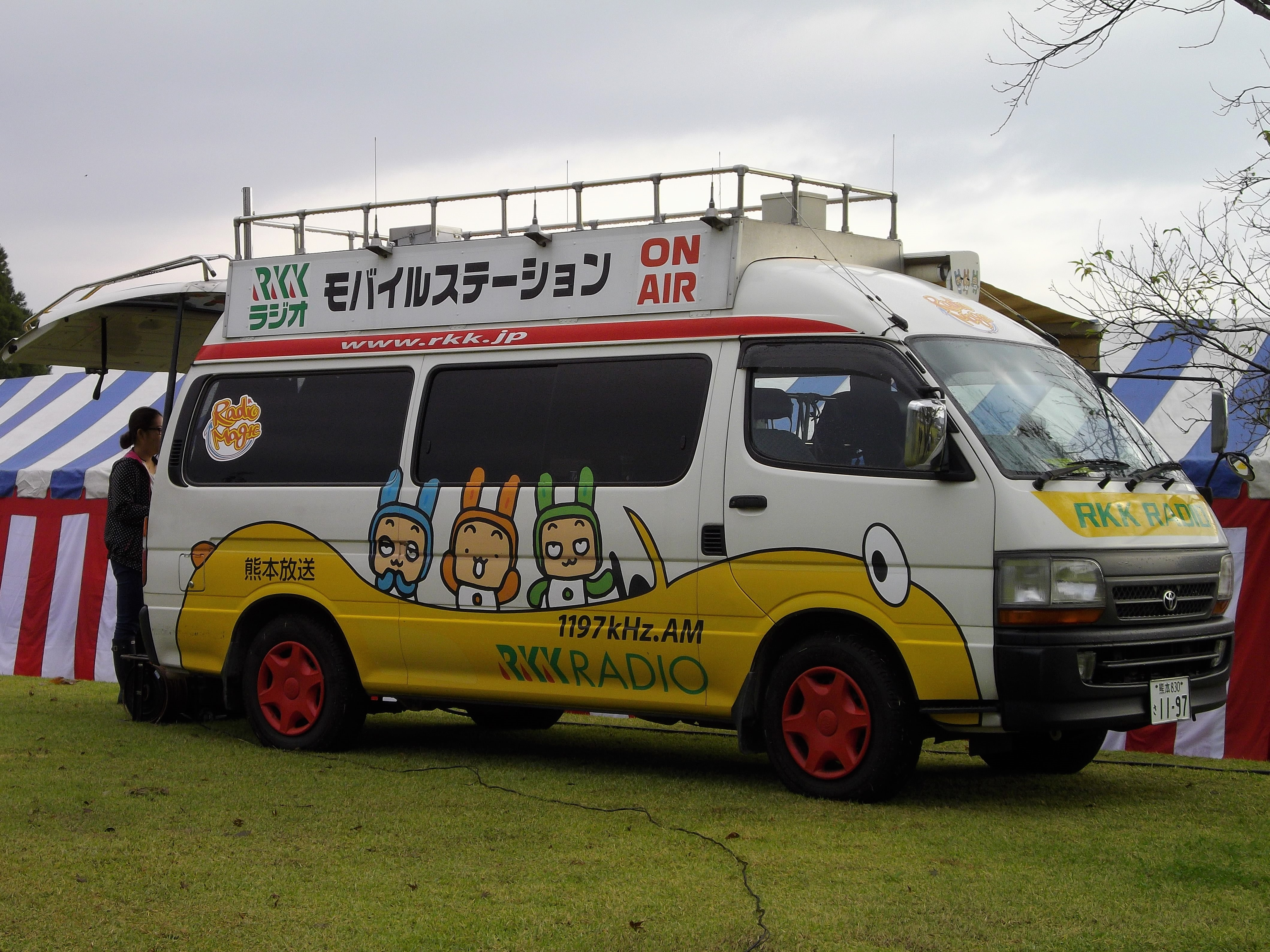
토요타 하이에이스(슈퍼 롱바디 밴 후기형) 방송국 차량
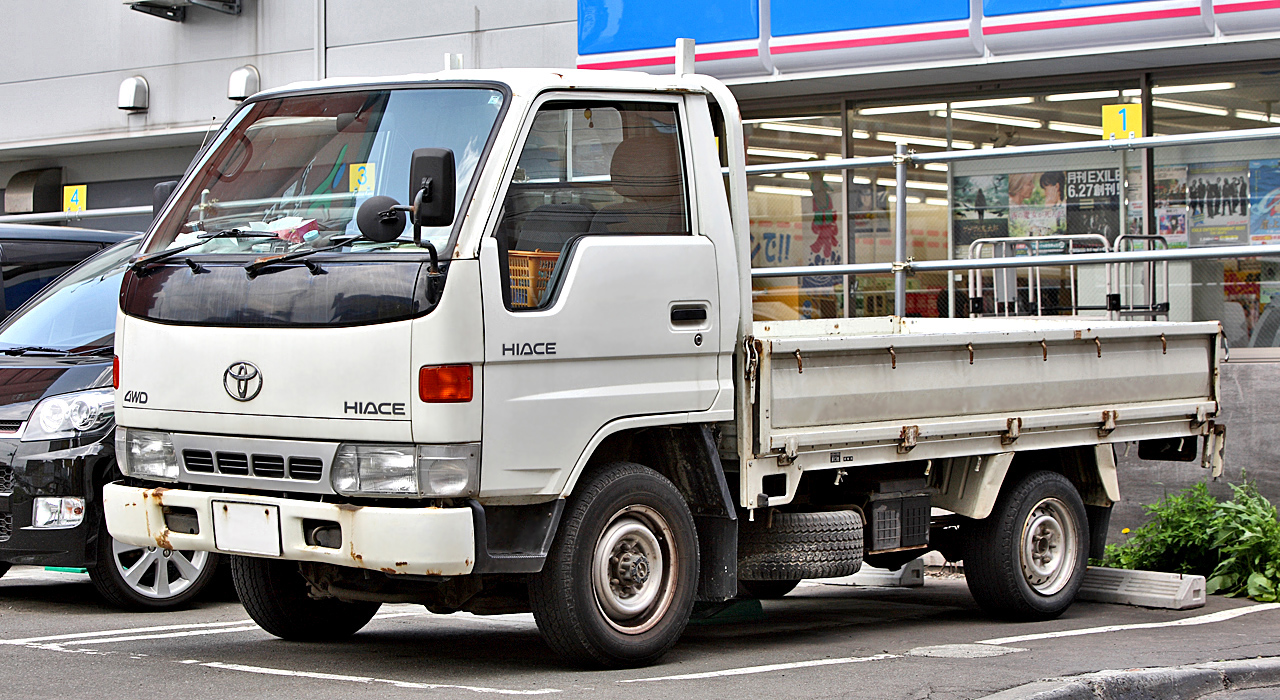
토요타 하이에이스 트럭(슈퍼 싱글 저스트 로우) 정측면

## 5세대(H200)

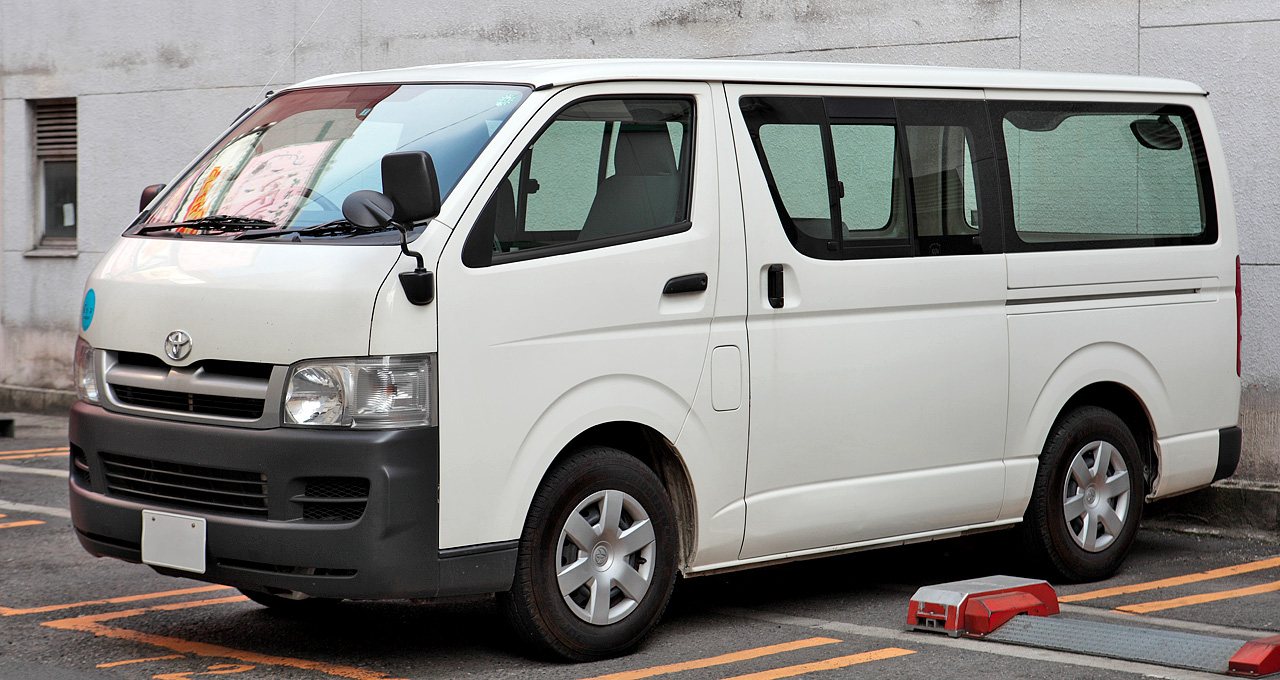
토요타 하이에이스(롱바디 밴 DX 노멀루프 전기형) 정측면

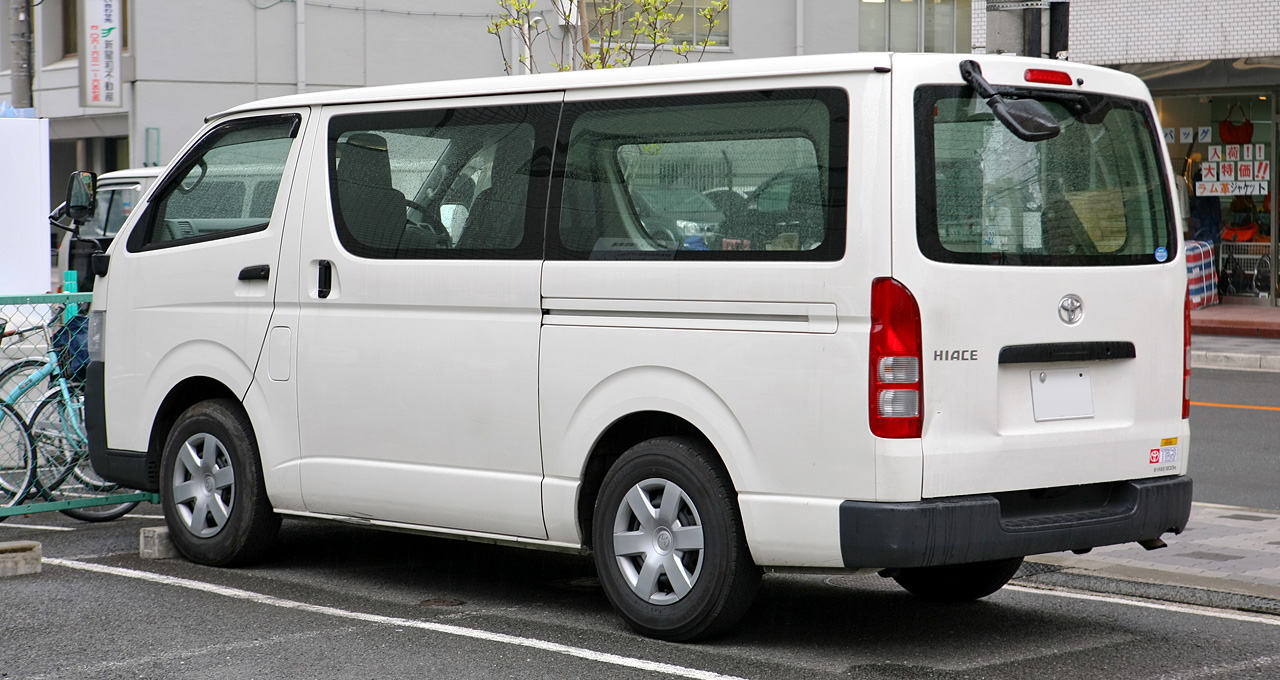
토요타 하이에이스(롱바디 밴 DX 노멀루프 전기형) 후측면

2004년 8월 23일에 출시되었다. 이전 세대와 마찬가지로 일반형, 롱바디, 슈퍼 롱바디로 나뉘고, 5세대부터는 전폭을 늘린 와이드 바디와 전고를 늘린 하이루프 모델도 제공된다. 장축형은 하이루프 모델만 있으며, 슈퍼 롱바디 하이루프 사양은 2005년 1월에 추가되었다. 1~4세대에 비해 차체가 커졌고, 기어 레버는 센터페시아 한 쪽에 장착되었다. 엔진의 경우 2.0L 1TR-FE, 2.7L 2TR-FE형 가솔린 또는 2.5L 2KD-FTV, 3.0L 1KD-FTV 터보 디젤이 각각 장착되었다. 변속기의 경우 일본 내수 사양에는 4단 자동을 장착하되 밴 모델에는 5단 수동도 제공되었다. 또한 휠캡이 기본적으로 장착되었고, G-BOOK이라는 텔레매틱스 시스템도 옵션으로 제공되었다.
- 2005년 11월에는 넷츠 딜러용 모델인 레지어스에이스도 풀 모델 체인지를 감행하였고, 2006년 4월 27일에는 기존의 그란비아 기반 모델을 대체하는 구급차 사양인 하이메딕이 출시되었다.
- 2007년 8월 20일에 디젤 엔진이 2.5L 2KD-FTV형에서 3.0L 1KD-FTV형으로 교체되었고, DPR 장치가 장착돼 새로운 배출가스 기준에 맞췄다.
- 2010년 7월 26일에 소폭의 페이스 리프트를 감행하면서 일부 전면 디자인을 바꾸고, 엔진을 개량하면서 소움을 줄였다. 그리고 일부 트림에 파워 윈도우 및 오토 에어컨을 기본으로 제공되었다.
- 2012년 4월 16일에 도난 방지 시스템인 이모빌라이저 및 속도 감응형 파워 도어락을 비롯한 안전장비가 추가되면서, 상위 트림에는 트렁크 쪽에 장착된 후방 카메라가 옵션으로 제공되었다. 커뮤터는 뒷좌석의 상·하 조절식 헤드레스트와 안락 의자 기능응 DX 트림에도 적용했지만, 중앙 좌석이 없어지면서 DX와 GL 트림 모두 14인승으로 통합되었다. 그리고 왜건과 커뮤터는 중앙 및 뒷좌석의 안전벨트를 기존의 2점식에서 3점식으로 바뀌었다.
- 2013년 11월 27일에는 다시 한번 페이스 리프트를 거치면서 전면 디자인과 일부 트림의 후미등 모양이 약간 바뀌었다. 인테리어는 센터 클러스터 패널 디자인이 바뀌고, 차량 정보를 확인할 수 있는 멀티 디스플레이가 기본적으로 장착되었다. 그 외에도 일부 트림에 글래스 안테나, LED 헤드램프, 알루미늄 휠 등의 옵션이 각각 추가되면서 선택의 폭을 넓혔다.
- 2014년 12월 16일에 가솔린 엔진에 Dual VVT-i를 적용해 연비를 향상시켰고, 6단 자동변속기는 가솔린 엔진 모델에만 적용되었다. 밴 모델의 경우 외부 3점식, 중앙 2점식의 안전벨트가 기본으로 장착되었다.
- 2015년 9월 29일에 굿 디자인·롱 라이프 디자인 상을 수상받았다.
- 2016년 6월 1일에는 왜건과 커뮤터 모델에 VSC 또는 TRC 방식의 힐 스타트 어시스트 컨트롤, 긴급 브레이크 신호 등 안전장비를 보강했다.
- 2017년 11월 22일에는 연식변경을 통해 충돌회피 시스템인 토요타 세이프티 센스가 도입되었다.

- 2019년에는 마쓰다에 봉고 브로니라는 명칭으로 OEM 공급을 개시하였다. 그리고 해외 시장에서 6세대가 출시되었음에도 일본에서는 기존의 5세대가 계속 판매되고 있다.

5세대 역시 중화인민공화국을 비롯해 여러 국가의 여러 회사에서 라이선스 생산이 현재까지 이루어지고 있으며, 시장에 따라 다양한 이름이 붙는다.

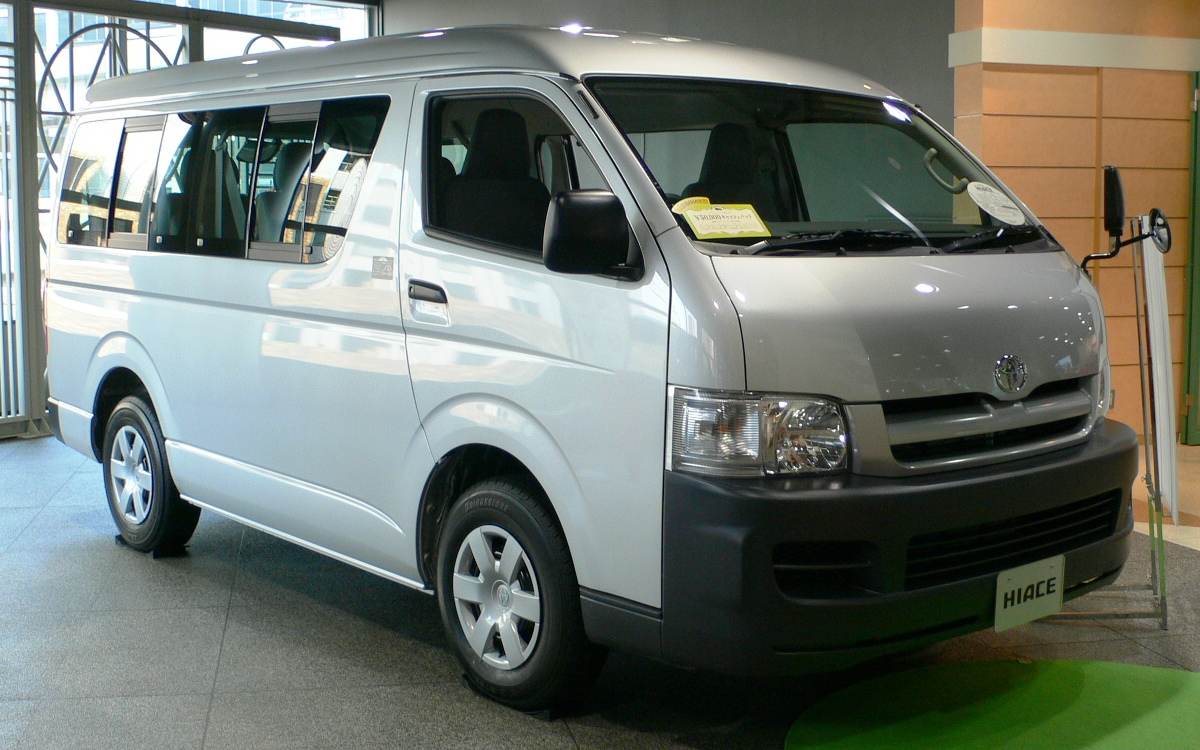
토요타 하이에이스(롱바디 왜건 DX 미들루프 전기형) 정측면
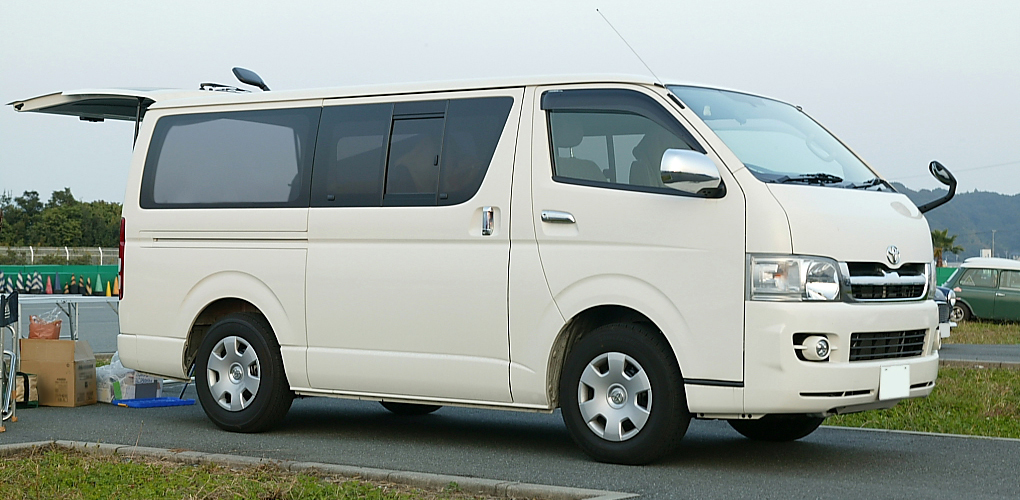
토요타 하이에이스(롱바디 밴 슈퍼 GL 노멀루프 전기형) 정측면
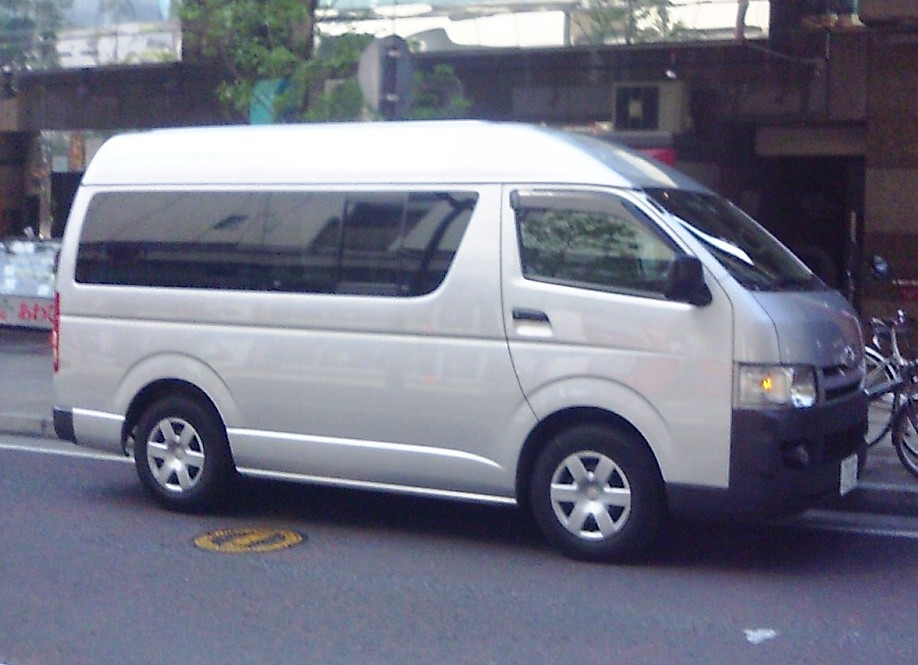
토요타 하이에이스(롱바디 밴 DX 하이루프 전기형) 정측면
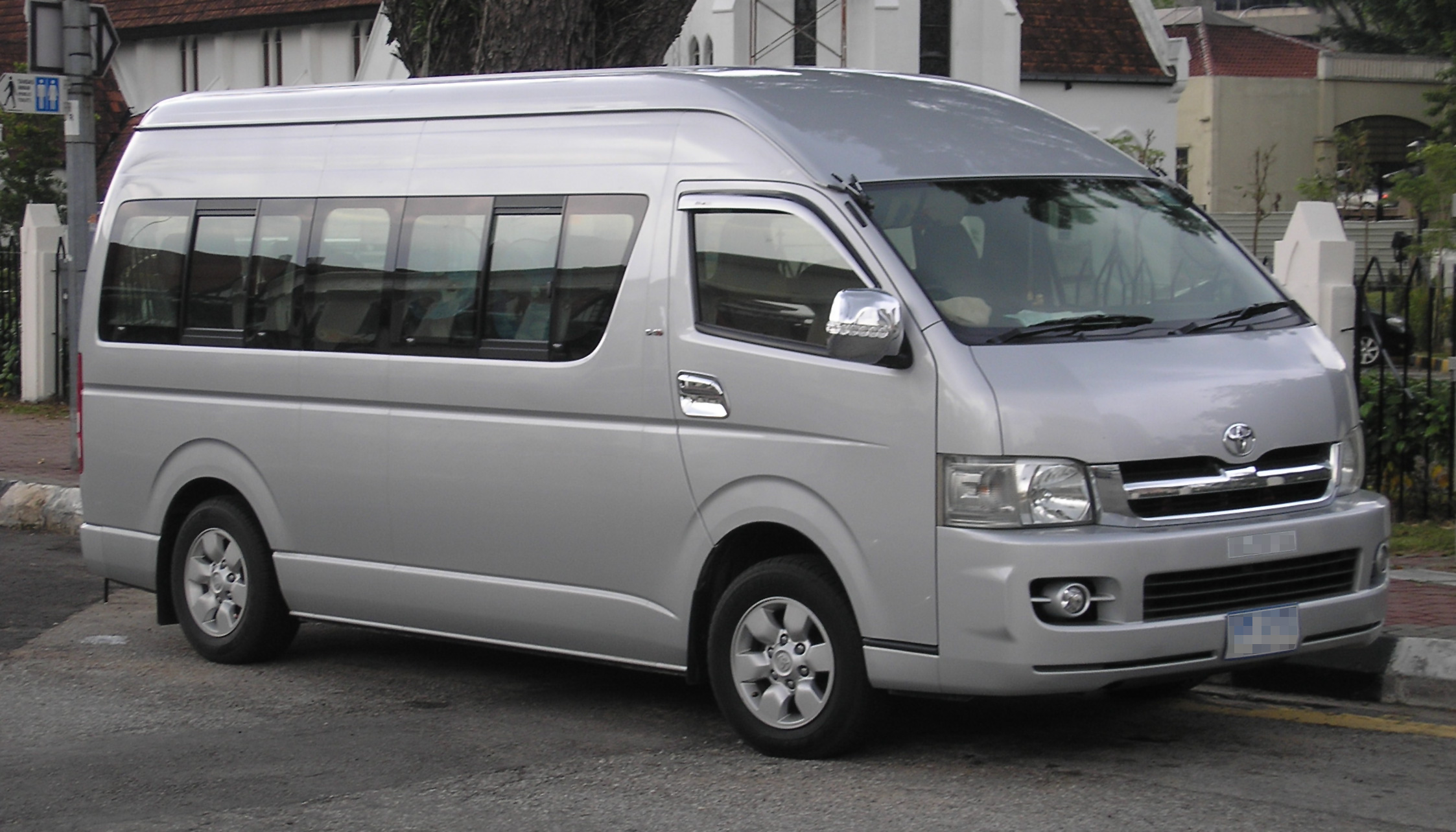
토요타 하이에이스(슈퍼 롱바디 왜건 하이루프 전기형) 정측면
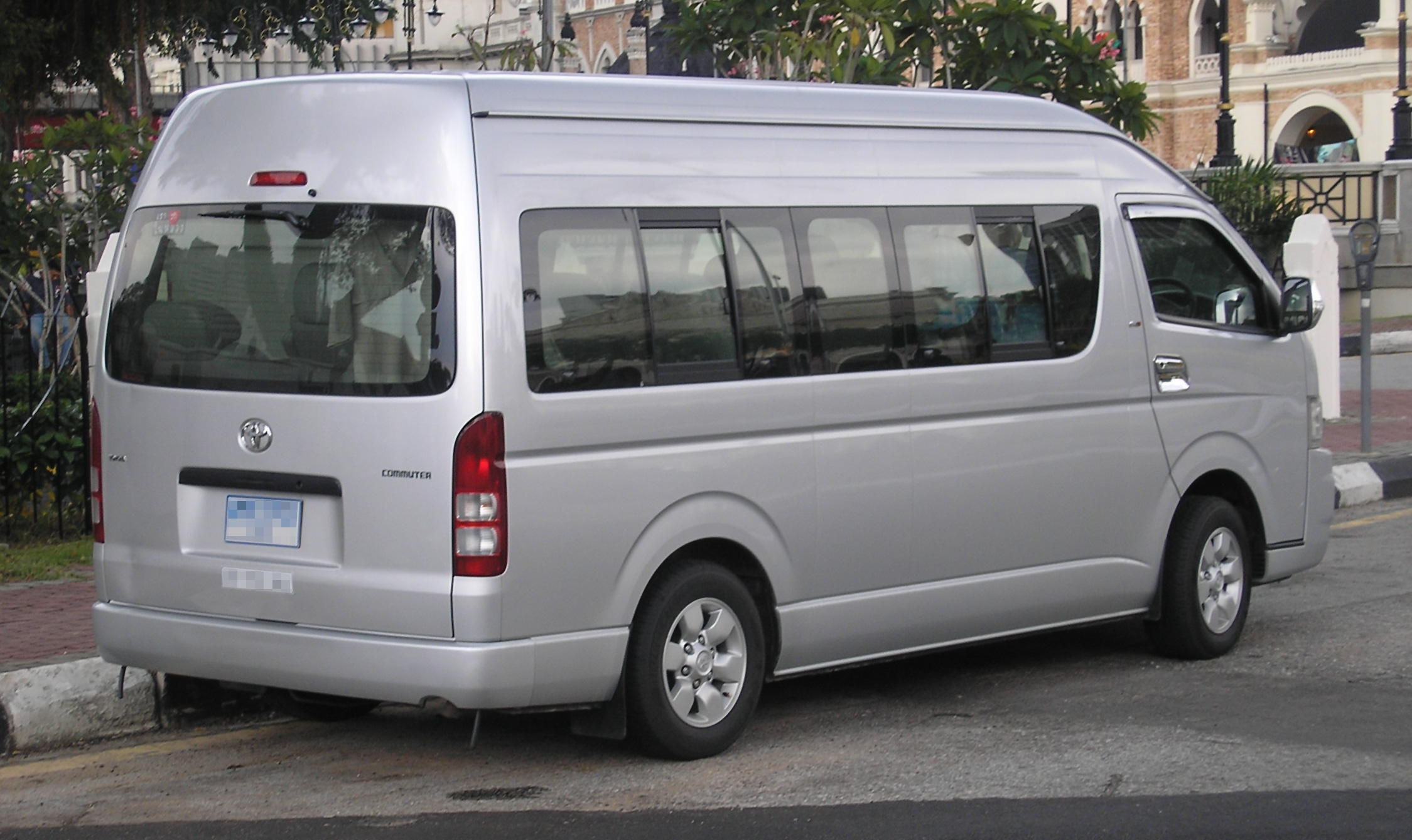
토요타 하이에이스(슈퍼 롱바디 왜건 하이루프 전기형) 후측면
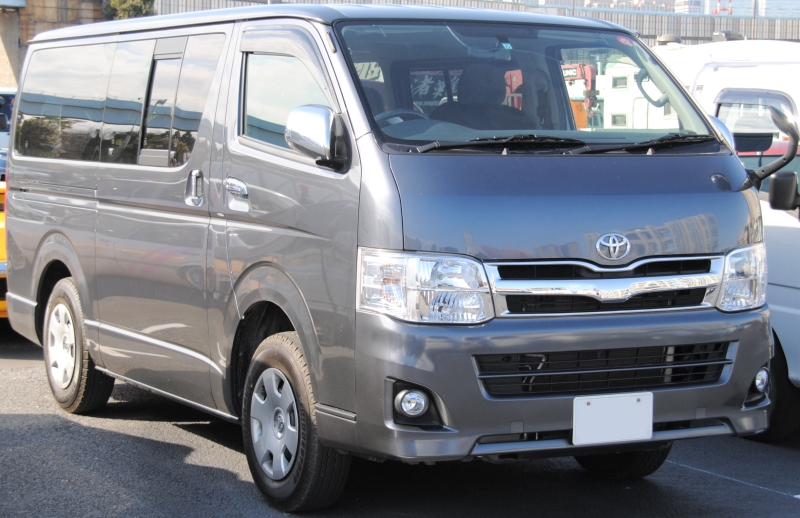
토요타 하이에이스(롱바디 밴 슈퍼 GL 노멀루프 중기형) 정측면
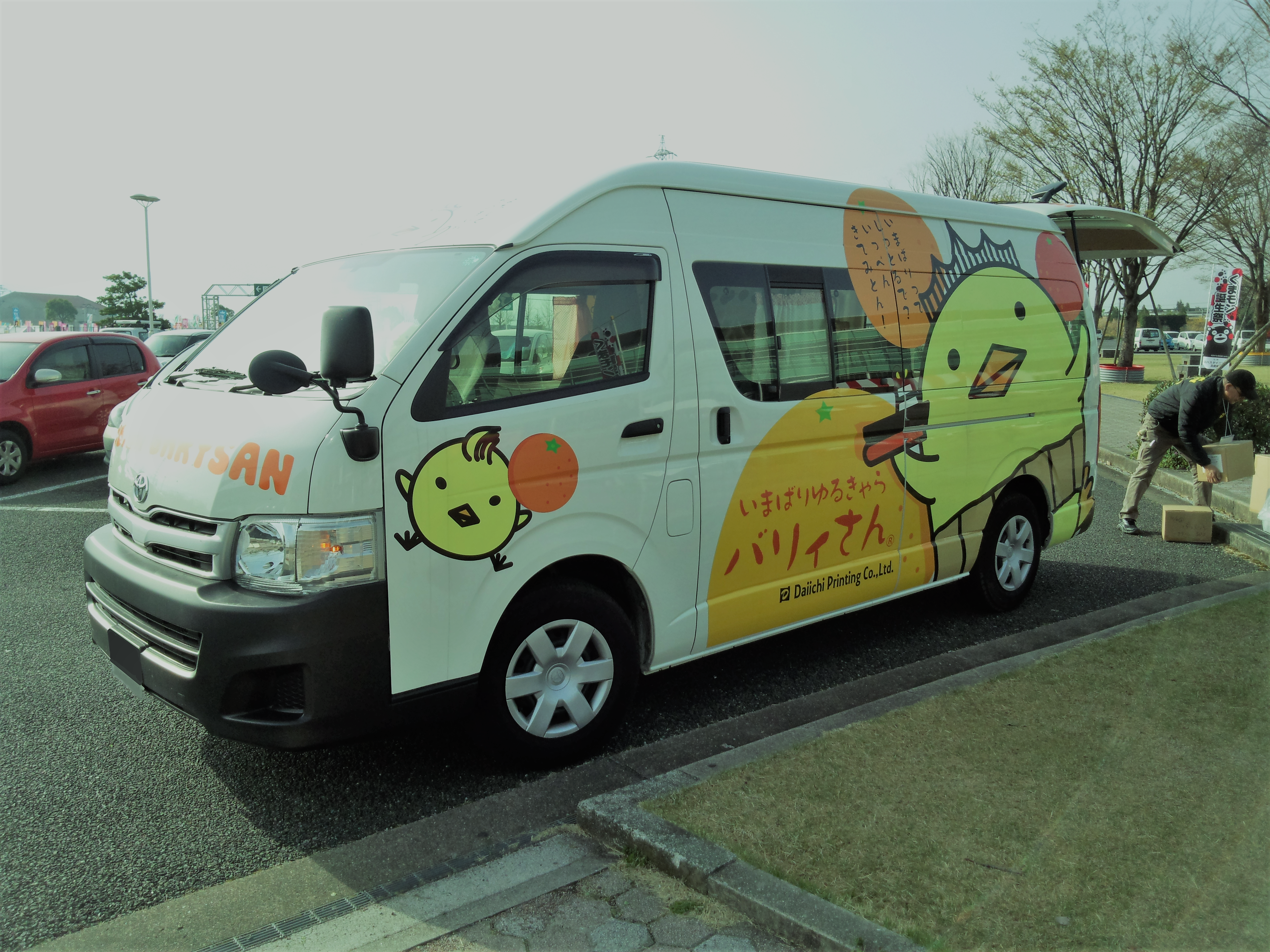
토요타 하이에이스(슈퍼 롱바디 왜건 DX 하이루프 중기형) 정측면
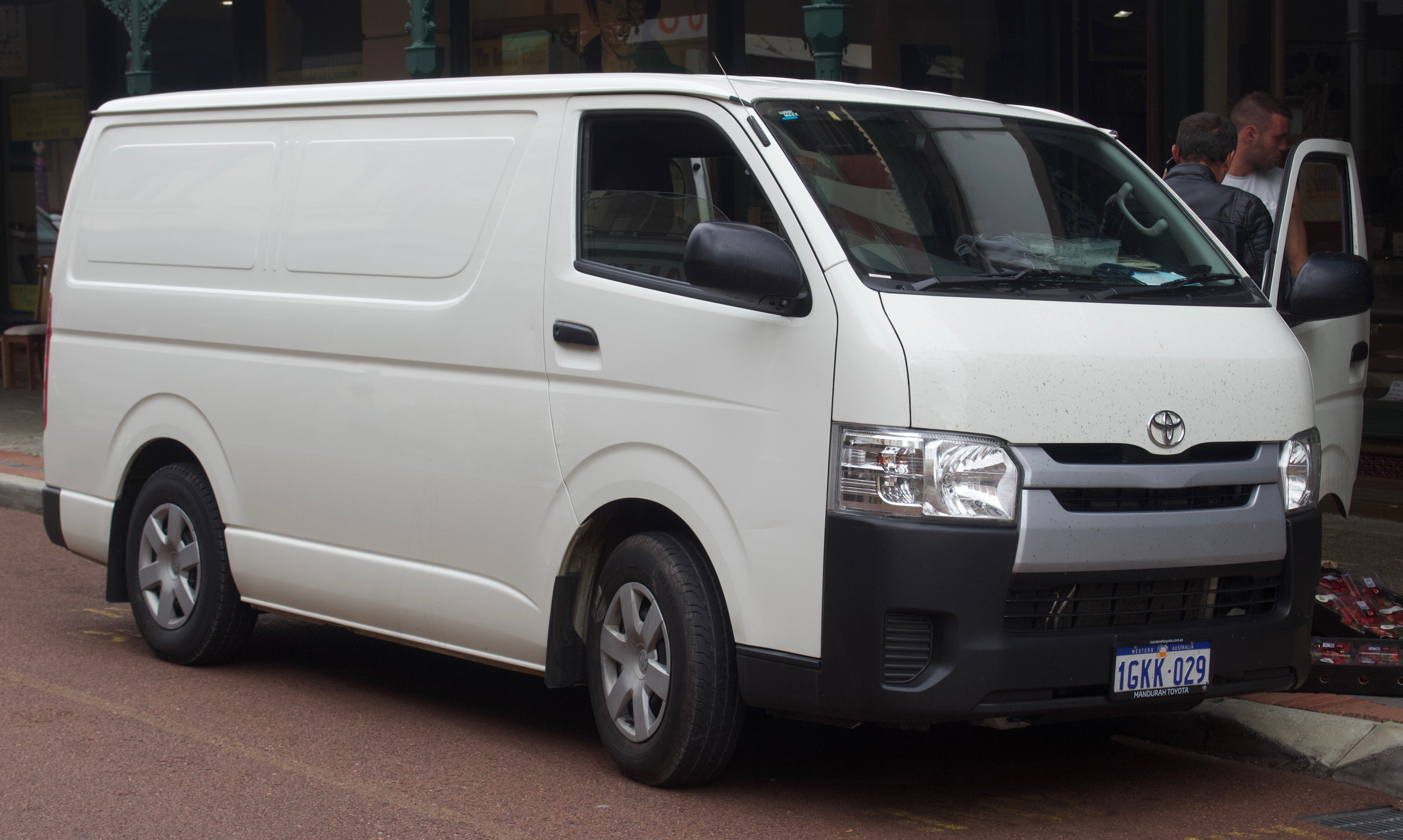
토요타 하이에이스(롱바디 밴 노멀루프 후기형) 정측면
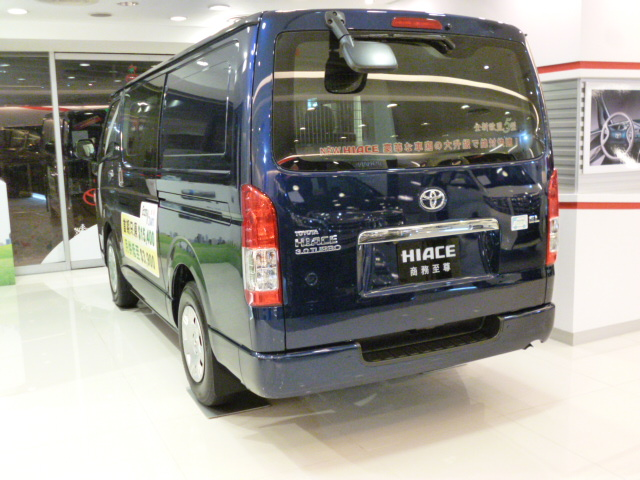
토요타 하이에이스(롱바디 밴 노멀루프 후기형) 후측면
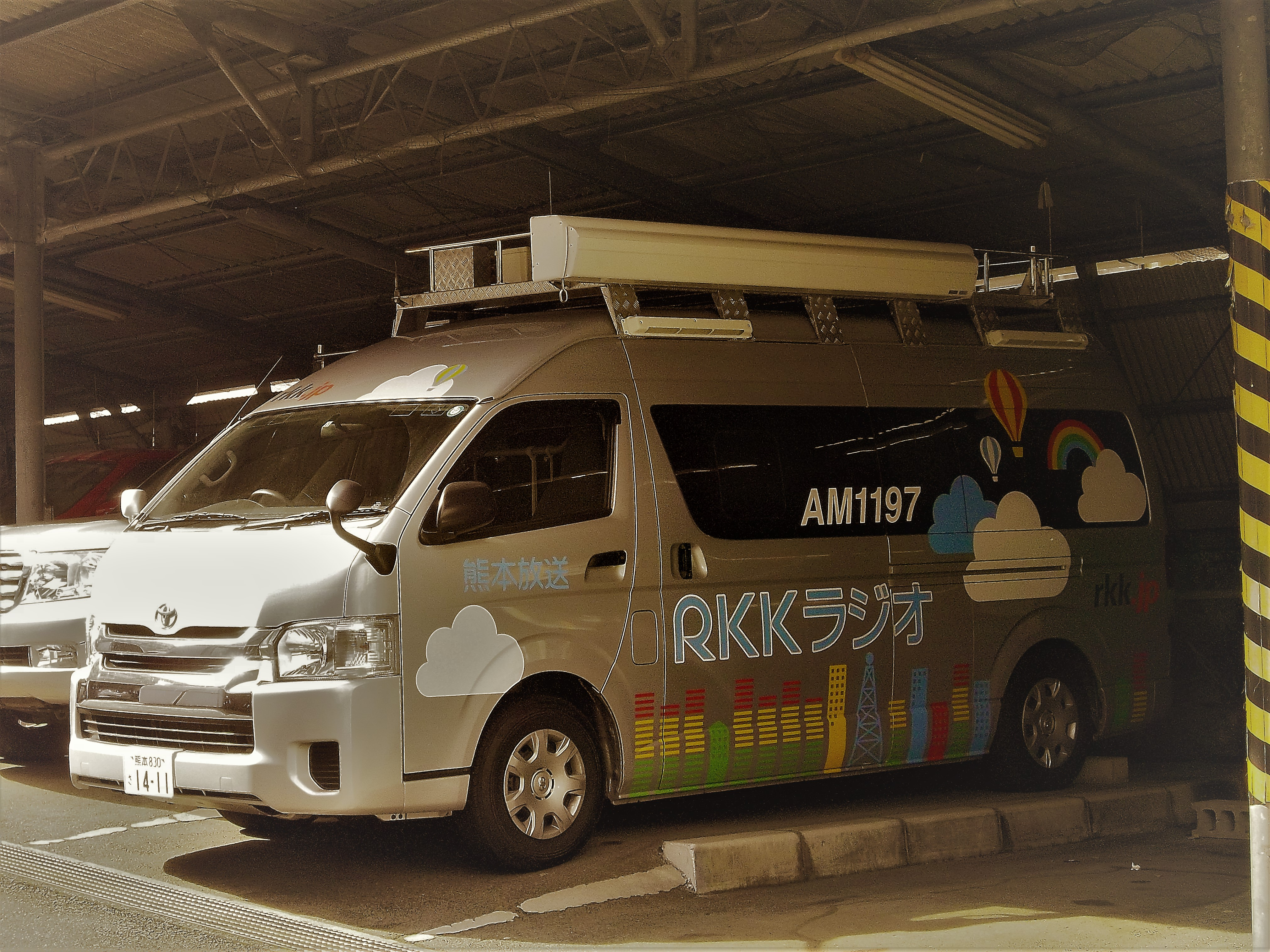
토요타 하이에이스(슈퍼 롱바디 밴 DX 후기형) 이동 방송국
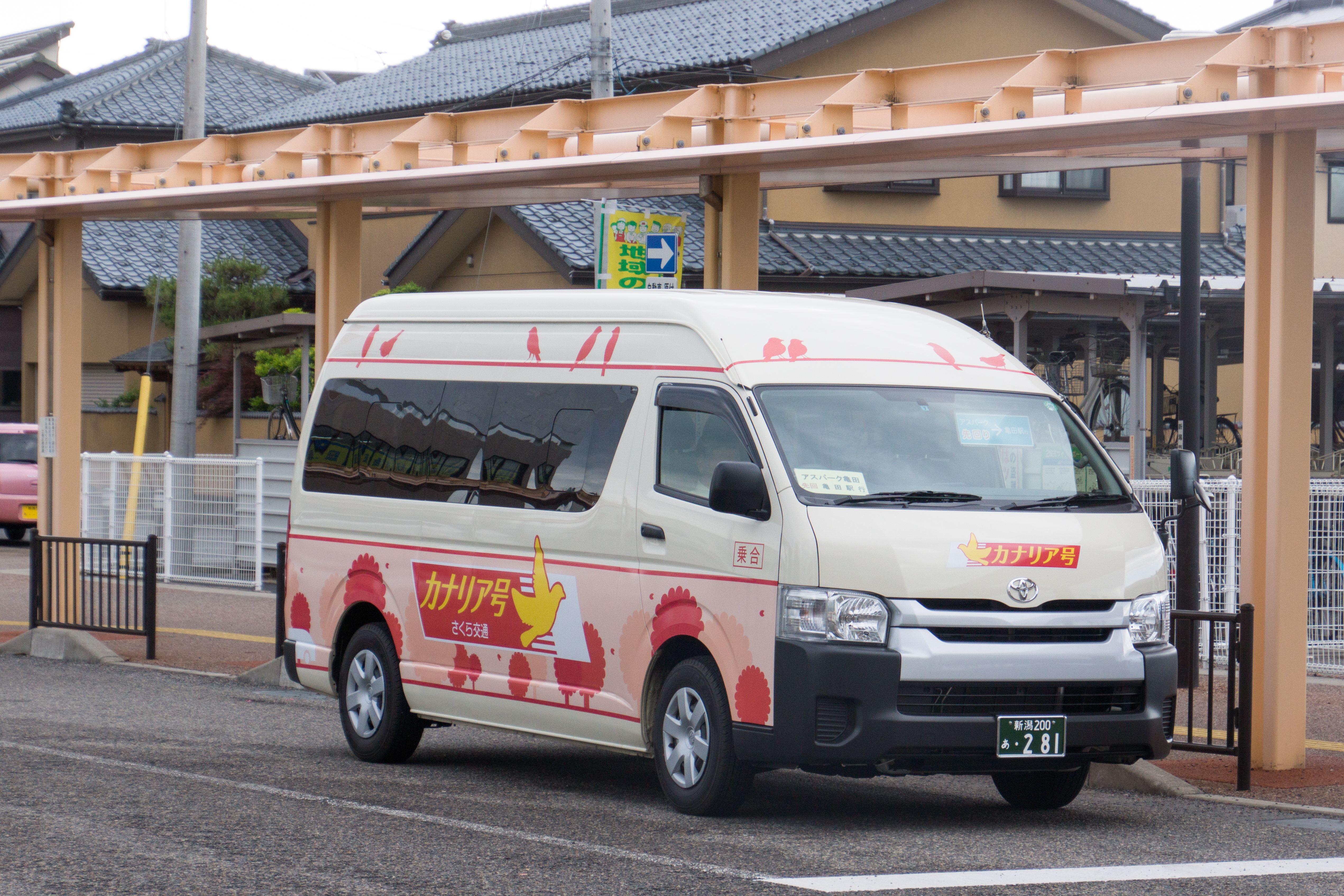
토요타 하이에이스(슈퍼 롱바디 왜건 DX 후기형) 정측면

## 6세대(H300)

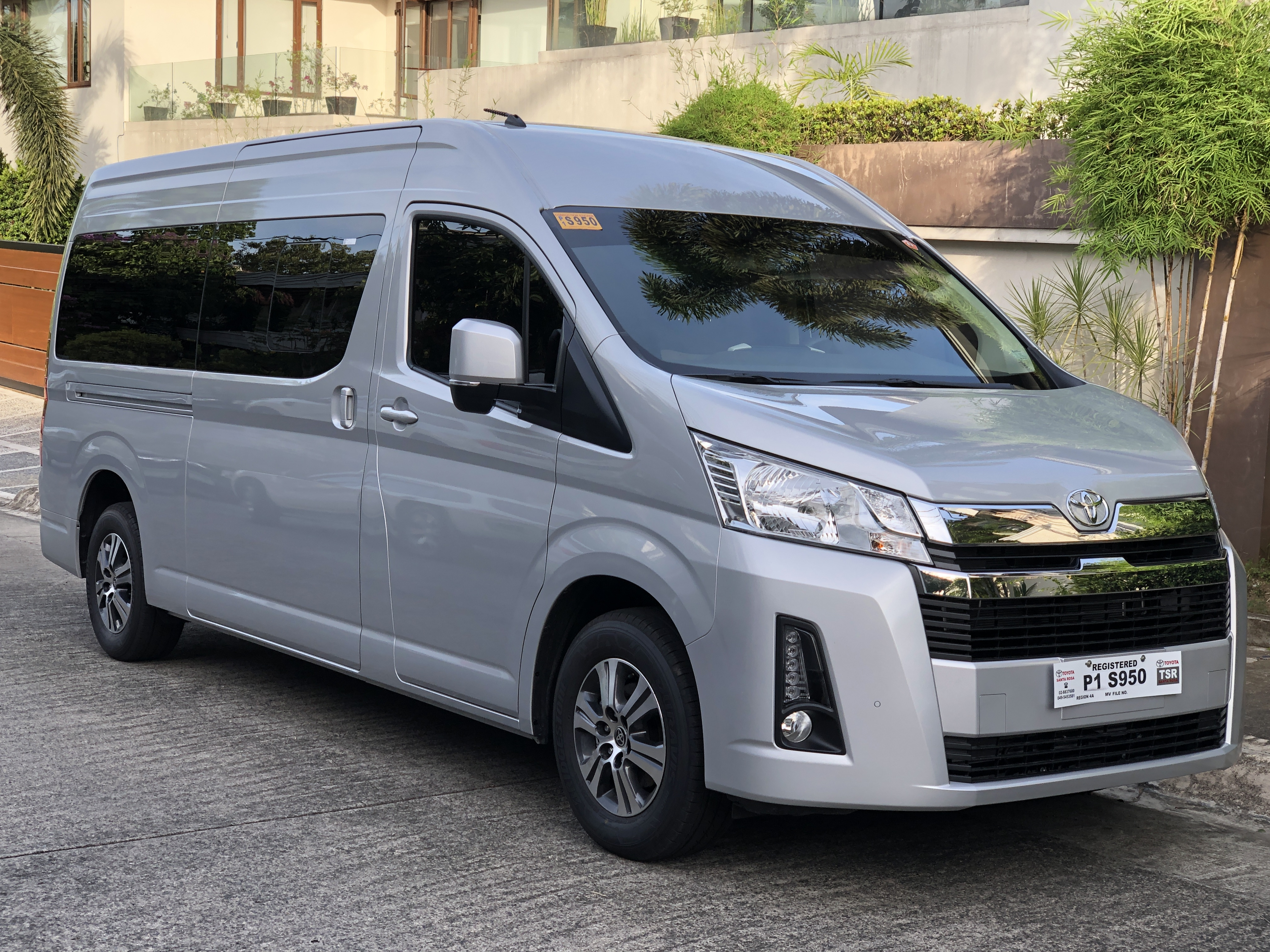
토요타 하이에이스(GL 그란디아 투어러) 정측면

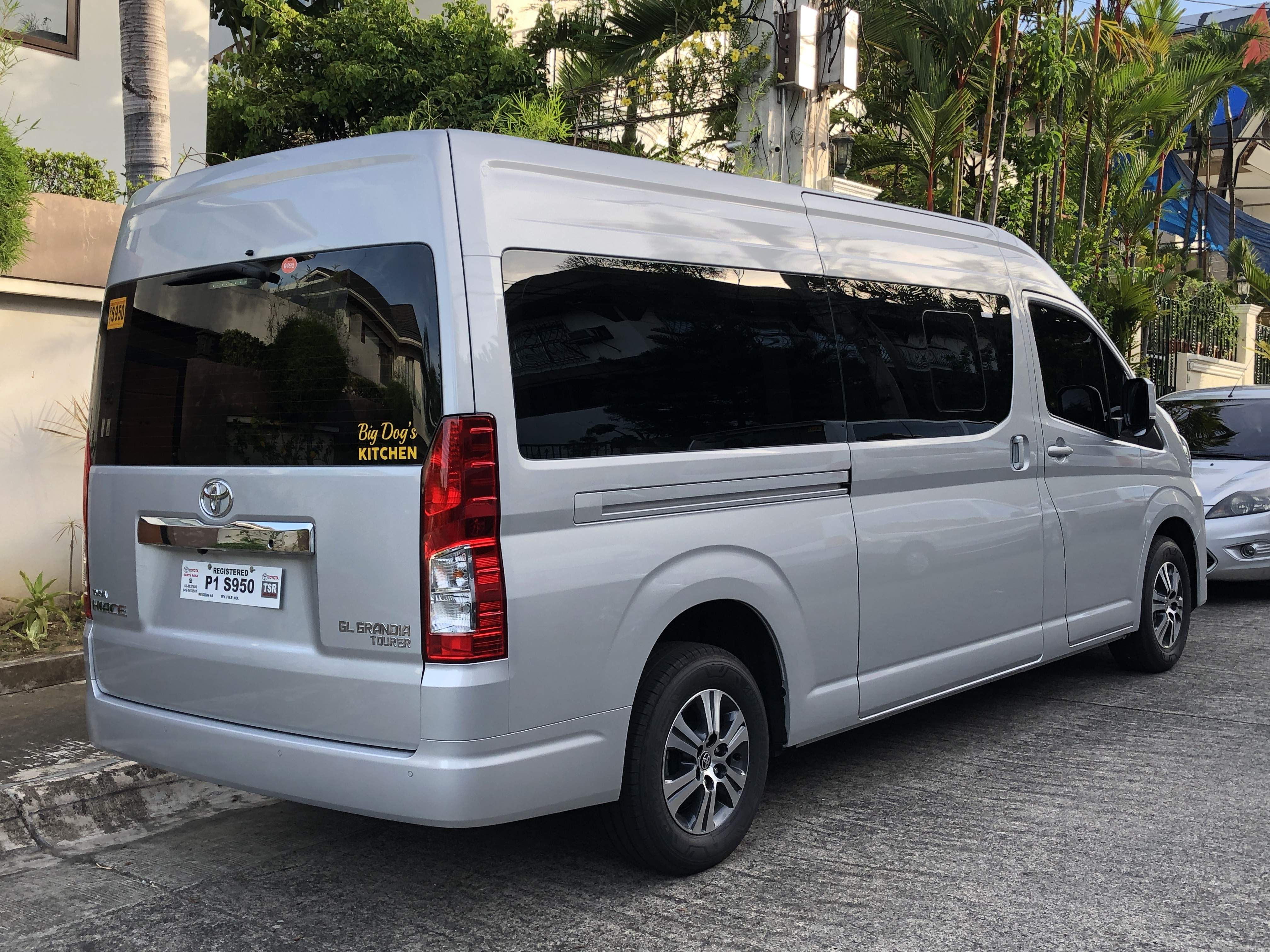
토요타 하이에이스(GL 그란디아 투어러) 후측면

2019년 2월 18일에 선보였다. TNGA 상용차 전용 플랫폼을 적용하였고, 정비성 향상과 안전성 확보 목적을 위해 기존의 원 박스 형태 대신 역대 하이에이스 최초로 1.5박스 보닛형 형태로 바뀐 것이 특징이다. 지붕 형태는 노멀 루프와 롱 하이 루프를 선택할 수 있다. 엔진은 2.8L 디젤 1GD와 3.5L 가솔린 7GR이 각각 장착되었고, 토요타 세이프티 센스가 채용되었다. 같은 해 5월 5일에 필리핀에서 먼저 판매를 개시했고, 같은 달 28일에서는 호주, 7월에서는 인도네시아 등지에서 판매가 시작되었다. 하지만 지역별로 자동차 시장의 상황이 달라서 정작 일본에서는 6세대를 생산 및 판매하지 않고, 대신 5세대를 계속 생산 및 판매한다. 그러나 12월부터는 일본에서도 고급 승합형 사양이 그란에이스라는 이름으로 판매되고 있다.

## 경쟁 차종
- 현대자동차 - 스타렉스, 쏠라티
- 기아자동차 - 트라벨로
- 쉐보레 - 익스프레스, 스타크래프트
- 닛산 자동차 - 캐러밴, NV2500
- 메르세데스-벤츠 - 스프린터
- 포드 - 트랜싯 커스텀, 트랜싯
- 폭스바겐 - 트랜스포터, 크래프터
  - MAN - TGE
- 오펠 - 비바로, 모바노
- 피아트 - 듀카토
- 르노 - 트래픽, 마스터
- 이베코 - 데일리
- UAZ - 부한카
- 닷지 - 램 - 프로마스터